# Coreia do Sul
Coreia do Sul, oficialmente República da Coreia, também conhecida somente como Coreia, (em coreano: 대한민국; hanja: 大韓民國; romaniz.: Daehan Minguk) é um país da Ásia Oriental, localizado na parte sul da Península da Coreia. Sua única fronteira terrestre é com a Coreia do Norte, com a qual formou apenas um país até 1945. Faz fronteira a leste com o Mar do Japão, a sul com o Estreito da Coreia, que o separa do Japão, e a oeste com o Mar Amarelo. Seu território compreende a metade sul da península coreana, englobando cerca de três mil ilhas que a rodeiam, dentre as quais se destacam Jeju, Ulleungdo e os Rochedos de Liancourt (Dokdo). A capital e maior cidade do país é Seul, cuja área metropolitana é a segunda mais populosa do mundo (atrás apenas da área metropolitana de Tóquio, no Japão).
A Coreia é uma das civilizações mais antigas do mundo. Investigadores arqueológicos afirmam que a península foi ocupada desde o Paleolítico Inferior. Através do tempo, a história da Coreia tem sido turbulenta com numerosas guerras, incluindo invasões tanto chinesas quanto japonesas. Desde o estabelecimento da república moderna em 1948, a Coreia do Sul debateu-se com sequelas de conflitos bélicos, como a Guerra da Coreia (1950–1953), e décadas de governos autoritários. Apesar de ser oficialmente uma democracia de estilo ocidental desde a fundação da república, as eleições presidenciais sofreram grandes irregularidades que só terminaram em 1987, quando ocorreram as primeiras eleições diretas e o país passou a ser considerado como uma democracia multipartidária.
Sua economia tem crescido rapidamente desde a década de 1950. Hoje em dia, é a 13ª maior economia do mundo (por PIB PPA) e está classificado como um dos países mais desenvolvidos do mundo pela Nações Unidas, pelo Banco Mundial e pelo Fundo Monetário Internacional (FMI). Também se encontra entre os países mais avançados tecnologicamente e um dos melhores em comunicações; é o terceiro país com o maior número de usuários de Internet de banda larga entre os países-membros da OCDE, sendo também um dos líderes globais na produção de aparelhos eletrônicos, como dispositivos semicondutores e telefones celulares. Também conta com uma das infraestruturas mais avançadas do mundo, e é o líder da indústria de construção naval, encabeçada por companhias proeminentes, entre elas a Hyundai Heavy Industries. Desde o início dos anos 2000, a Coreia do Sul é conhecida por sua cultura pop globalmente influente apoiada por financiamentos governamentais, particularmente na música (K-pop), dramas de TV e cinema, um fenômeno conhecido como Onda Coreana.

## Etimologia
No idioma coreano, a Coreia do Sul é chamada de Daehan Min-guk (em coreano: 대한민국, hanja: 大 („grande“) 韓 (Han, nome em chinês) 民國 (“povo”, „nação“), literalmente "O grande povo de Han" ou "A grande nação de Han") Hanguk em sua forma curta (한국, "País de Han", utilizado para referir-se à Coreia como um todo) o Namhan (남한;南韓, "A nação do sul", para se referir à Coreia do Sul especificamente). O nome Han é datado das antigas Confederações Samhan da era dos Três Reinos da Coreia. Em português, assim como na maioria das línguas ocidentais, a nação é muitas vezes referida como Coreia. Esta palavra deriva da Dinastia Goryeo, a qual adotou seu nome em referência ao mais antigo Reino de Koguryŏ.

## História

### Antiguidade
A Península Coreana foi habitada por humanos já no período Paleolítico Inferior. A história da Coreia começa com a fundação de Joseon (também conhecido como "Gojoseon" para diferenciá-la da dinastia do século XIV) em 2 333 a.C. por Dangun, de acordo com a mitologia de fundação da Coreia. Gojoseon foi anotado em registros chineses no início do século VII. Gojoseon se expandiu até controlar o norte da península e partes da Manchúria. Em 108 a.C., a Dinastia Han derrotou Wiman Joseon e instalou quatro comandantes no norte da península. Três dos comandantes caíram ou recuaram para o oeste em poucas décadas. Como o comando do jun de Lelang foi destruído e reconstruído nessa época, o lugar gradualmente mudou-se em direção a Liaodong. Assim, sua força foi diminuída e serviu apenas como um centro comercial até ser conquistada por Goguryeo em 313.

### Três reinos

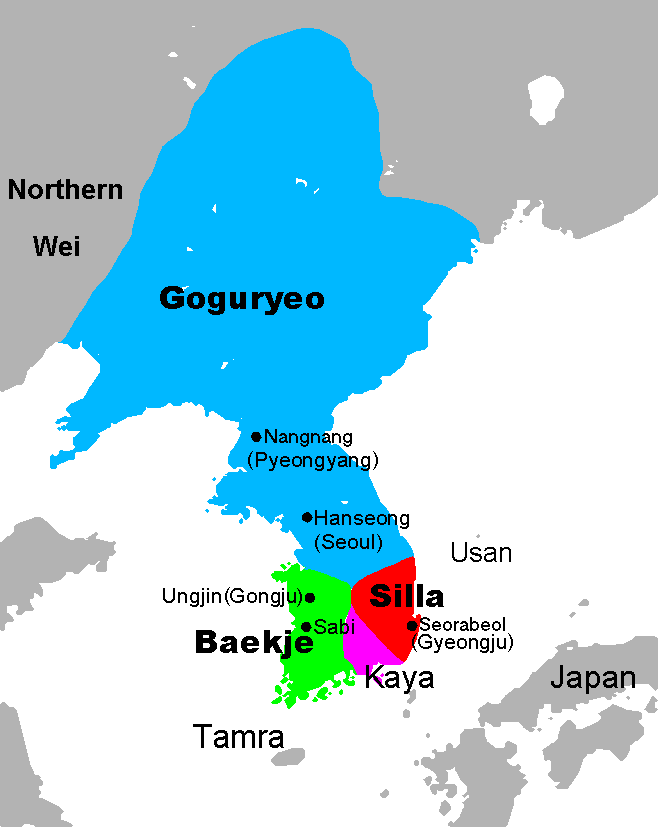
Mapa dos Três Reinos da Coreia

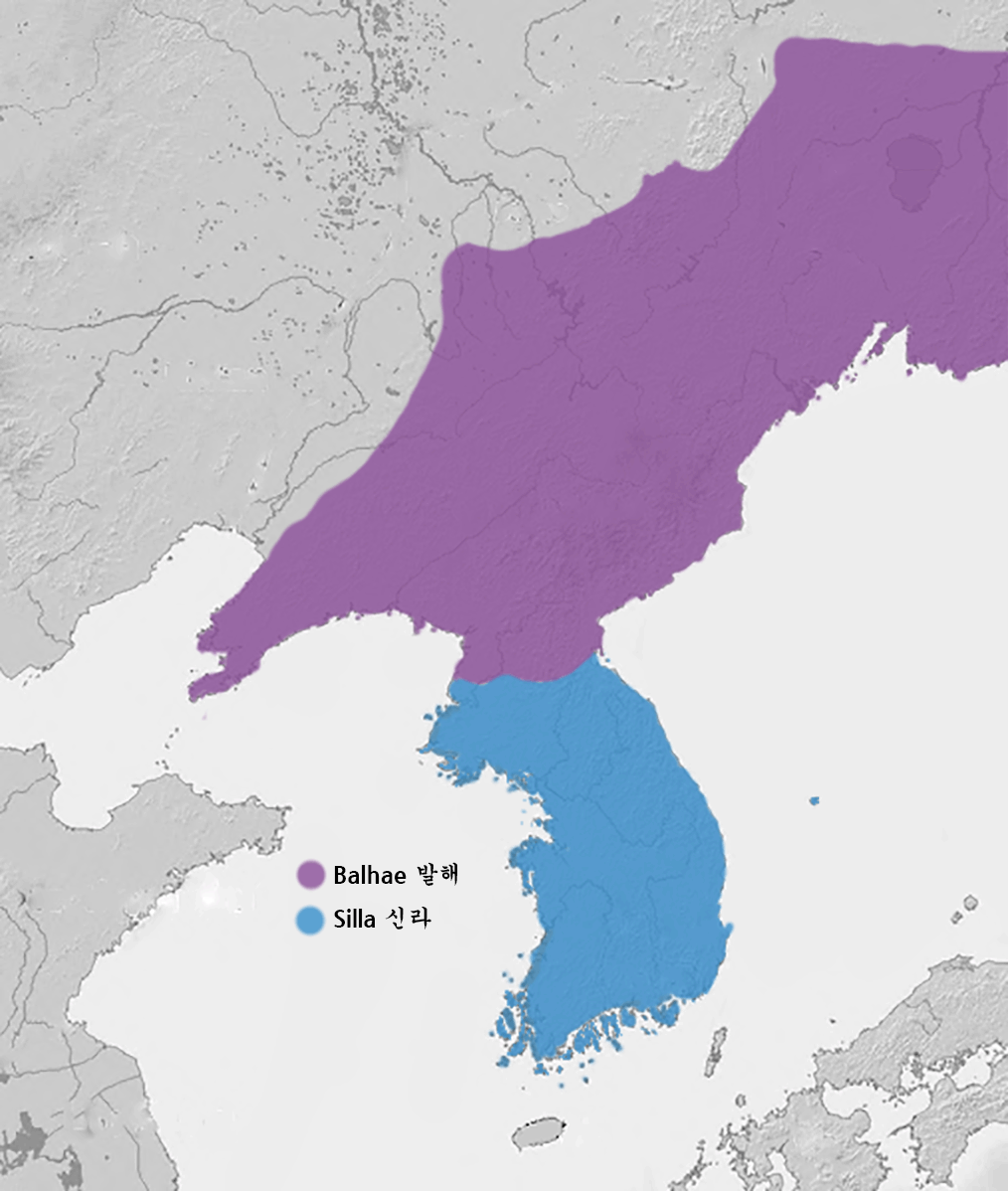
Balhae (violeta) e Silla (azul), circa 830 d.C.

Durante o período conhecido como Proto-Três Reinos da Coreia, os Estados de Buyeo, Okjeo, Dongye e Samhan ocuparam toda a península coreana e o sul da Manchúria. Deles, Goguryeo, Baekje e Silla emergiram para controlar a península como os Três Reinos da Coreia. Goguryeo, o maior e mais poderoso entre eles, era um Estado altamente militarista, e competiu com várias dinastias chinesas durante seus 700 anos de existência. Goguryeo experimentou uma idade de ouro sob o comando de Gwanggaeto, o Grande, e seu filho, Jangsu, que subjugou os reinos de Baekje e Silla, alcançando uma breve unificação e tornando-se a potência dominante na Península Coreana. Além de disputar o controle da região, Goguryeo teve muitos conflitos militares com várias dinastias chinesas, mais notavelmente a Guerra Goguryeo-Sui, na qual Goguryeo derrotou uma enorme força que dizia ter mais de um milhão de homens. Baekje era uma grande potência marítima; sua habilidade náutica, que a tornou conhecida como a "Fenícia do Leste Asiático", foi fundamental na disseminação do budismo em todo o Extremo Oriente e a cultura continental para o Japão. Baekje já foi uma grande potência militar na Península Coreana, especialmente durante a época de Geunchogo, mas foi criticamente derrotado por Gwanggaeto, o Grande, e declinou. Silla era o menor e mais fraco dos três reinos, mas usou meios diplomáticos astutos para fazer pactos oportunistas e alianças com os reinos coreanos mais poderosos e, eventualmente, com a China Tang, para manter sua vantagem.
A unificação dos Três Reinos por Silla em 676 levou ao período dos Estados do Norte do Sul, no qual grande parte da Península Coreana era controlada pela Silla unificada, enquanto Balhae controlava as partes do norte de Goguryeo. Balhae foi fundada por um general goguryeo e formada como Estado sucessor de Goguryeo. Durante seu apogeu, Balhae controlou a maior parte da Manchúria e partes do Extremo Oriente Russo e foi chamado de "País Próspero do Oriente". Mais tarde, Silla teve uma era dourada de arte e cultura. As relações entre a Coreia e a China permaneceram relativamente pacíficas durante esse período. Mais tarde, Silla continuou as proezas marítimas de Baekje e durante os séculos VIII e IX dominou os mares do Leste Asiático e o comércio entre China, Coreia e Japão, principalmente durante o tempo de Jang Bogo; além disso, o povo de Silla criou comunidades no exterior na China, na península de Shandong e na foz do rio Yangtze. Mais tarde, Silla se tornou um país próspero e rico e sua capital metropolitana, Gyeongju, se tornou a quarta maior cidade do mundo. O budismo floresceu durante este tempo e muitos budistas coreanos ganharam grande fama entre os budistas chineses.

### Dinastias unificadas

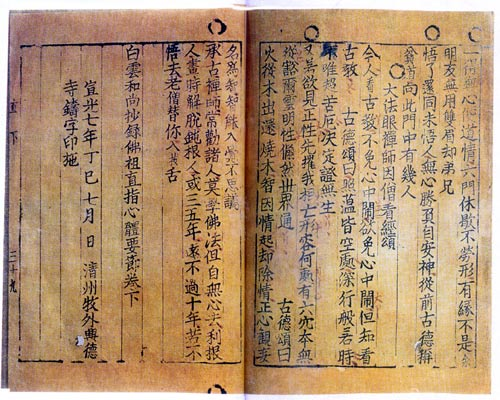
Jikji, o primeiro livro impresso da história

Em 936, os Três Reinos posteriores foram unidos por Wang Geon, um descendente da nobreza de Goguryeo, que estabeleceu Goryeo como o Estado sucessor de Goguryeo. Balhae caiu para a Dinastia Liao, da China, em 926, e uma década depois o último príncipe herdeiro de Balhae fugir para Goryeo, onde foi calorosamente recebido e incluído na família governante por Wang Geon, unificando assim as duas nações sucessoras de Goguryeo. Como Silla, Goryeo era um Estado altamente cultural e inventou a prensa móvel.
Após derrotar a Dinastia Liao, que foi o império mais poderoso de seu tempo, Goryeo experimentou uma era de ouro que durou um século, durante a qual a Tripitaka Koreana foi concluída e houve grandes desenvolvimentos na impressão e publicação, promovendo a aprendizagem e dispersando o conhecimento sobre filosofia, literatura, religião e ciência; em 1100, havia 12 universidades que produziam estudiosos e cientistas famosos.

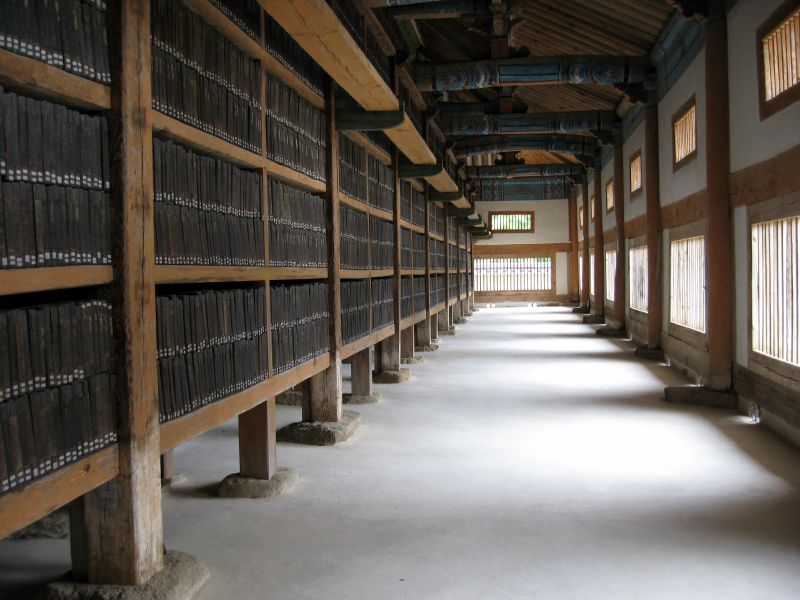
Tripitaka Koreana, a coleção mais completa de textos budistas e um Patrimônio Mundial pela UNESCO

No entanto, as invasões mongóis no século XIII enfraqueceram muito o reino. Goryeo nunca foi conquistada pelos mongóis, mas exausta após três décadas de luta, a corte coreana enviou seu príncipe herdeiro à capital da Dinastia Yuan para jurar lealdade a Kublai Khan, que aceitou e casou uma de suas filhas com o príncipe coreano.
Daí em diante, Goryeo continuou a governar a Coreia, embora como um aliado tributário dos mongóis pelos 86 anos seguintes. Durante este período, as duas nações se entrelaçaram, pois todos os reis coreanos subsequentes se casaram com princesas mongóis e a última imperatriz yuan foi uma princesa coreana. Em meados do século XIV, Goryeo expulsou os mongóis para recuperar seus territórios do norte, conquistou Liaoyang brevemente e derrotou as invasões dos Turbantes Vermelhos. No entanto, em 1392, o general Yi Seong-gye, que recebera ordens de atacar a China, deu meia-volta com seu exército e deu um golpe.

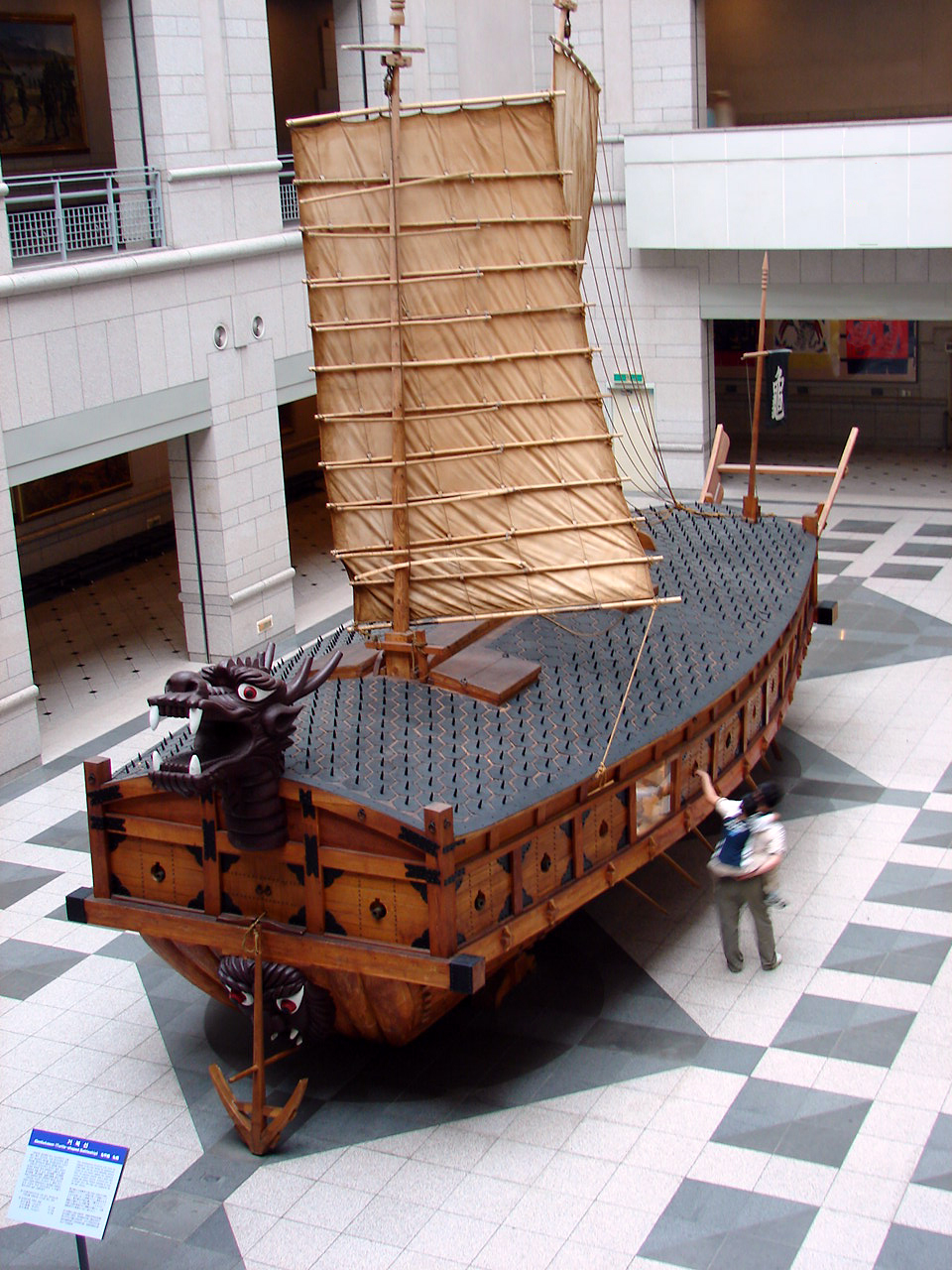
Réplica de um dos "navios tartaruga" usados pela Dinastia Joseon para impedir a invasão japonesa

Yi Seong-gye declarou o novo nome da Coreia como "Joseon" em referência a Gojoseon, e mudou a capital para Hanseong (um dos antigos nomes de Seul). Os primeiros 200 anos da Dinastia Joseon foram marcados pela paz e grandes avanços na ciência e na educação, bem como a criação do hangul por Sejong, o Grande, para promover a alfabetização entre as pessoas comuns. A ideologia predominante da época era o neoconfucionismo, que era simbolizado pela classe seonbi: nobres que renunciaram a posições de riqueza e poder para levar uma vida de estudo e integridade. Entre 1592 e 1598, o senhor feudal japonês Toyotomi Hideyoshi lançou invasões contra a Coreia, mas seu avanço foi interrompido pelas forças coreanas (principalmente a Marinha Joseon liderada pelo almirante Yi Sun-sin e seu famoso "navio tartaruga") com a assistência de milícias do Exército da Justiça formadas por civis coreanos e tropas chinesas da Dinastia Ming. Por meio de uma série de batalhas de desgaste bem-sucedidas, as forças japonesas foram forçadas a se retirar e as relações entre todas as partes se normalizaram. No entanto, os manchus se aproveitaram do estado enfraquecido pela guerra de Joseon e invadiram em 1627 e 1637, e então conquistaram a desestabilizada Dinastia Ming. Depois de normalizar as relações com a nova Dinastia Qing, Joseon viveu um período de paz de quase 200 anos. Os reis Yeongjo e Jeongjo lideraram particularmente um novo renascimento da dinastia Joseon durante o século XVIII.

### Séculos XIX e XX

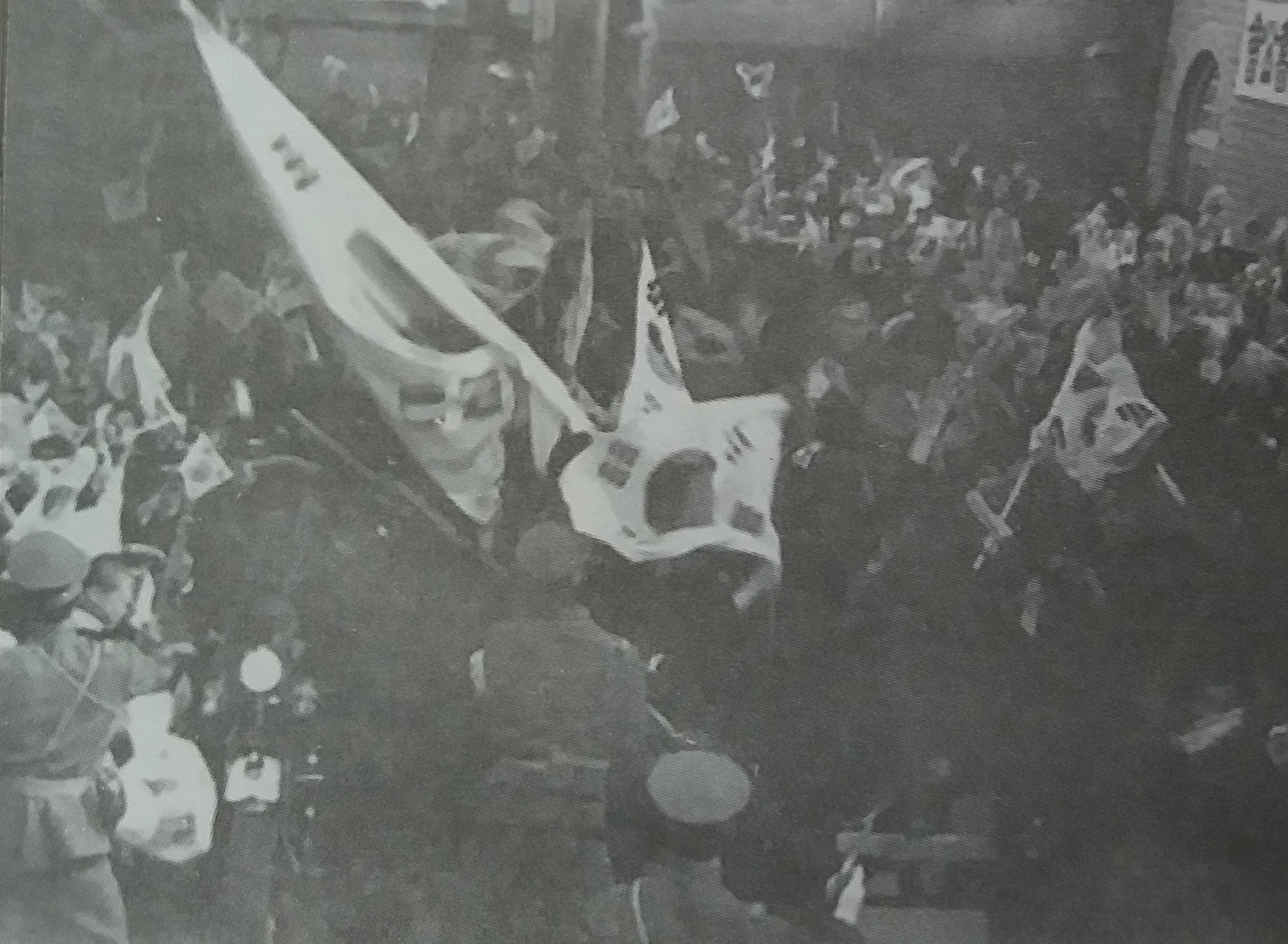
Marcha do Movimento Primeiro de Março em 1919

No século XIX, as famílias reais de parentesco ganharam o controle do governo, levando à corrupção em massa e ao enfraquecimento do Estado, pobreza extrema e rebeliões camponesas em todo o país. Além disso, o governo Joseon adotou uma política isolacionista estrita, ganhando o apelido de "reino eremita", mas acabou falhando em se proteger do imperialismo e foi forçado a abrir suas fronteiras. Após a Primeira Guerra Sino-Japonesa e a Guerra Russo-Japonesa, a Coreia foi ocupada pelo Japão (1910–1945). No final da Segunda Guerra Mundial, os Estados Unidos propuseram dividir a Península Coreana em duas zonas de ocupação (uma estadunidense e outra soviética). Dean Rusk e Charles H. Bonesteel III sugeriram o 38º paralelo como a linha divisória, uma vez que colocou Seul sob o controle dos Estados Unidos. Para surpresa de Rusk e Bonesteel, os soviéticos aceitaram sua proposta e concordaram em dividir a Coreia.
Em 1948, como consequência da divisão da península entre soviéticos e estadunidenses, surgiram duas novas entidades que permanecem até hoje: a Coreia do Norte e a Coreia do Sul. No norte, um guerrilheiro antijaponês chamado Kim Il-sung obteve o poder através do apoio soviético; no sul, um político de direita, Syngman Rhee, foi nomeado como presidente. Em 1949, o exército sul-coreano reprime brutalmente uma insurreição de camponeses na ilha de Jeju, matando 60 000 pessoas.

#### Guerra da Coreia

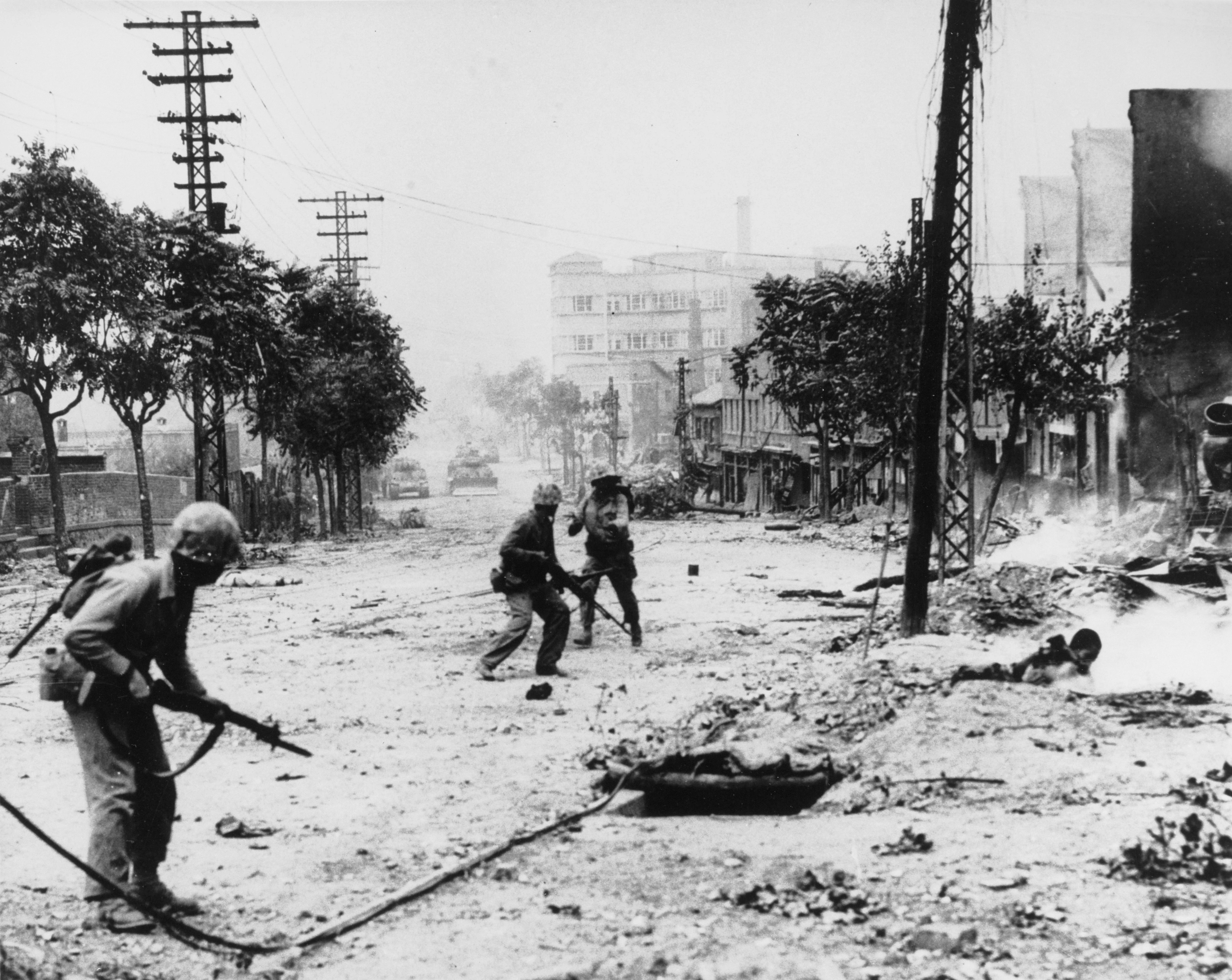
Soldados em Seul durante a Guerra da Coreia

Em 25 de junho de 1950, a Coreia do Norte invade a Coreia do Sul, dando início à Guerra da Coreia. O Conselho de Segurança das Nações Unidas decidiu intervir contra a invasão com uma força liderada pelos Estados Unidos. Essa decisão só foi possível porque o delegado da União Soviética no Conselho de Segurança das Nações Unidas esteve ausente como forma de protesto pela admissão da República da China naquele órgão.
Por sua parte, a União Soviética e a China decidiram apoiar a Coreia do Norte, enviando efetivos militares e provisões para as tropas norte-coreanas. A guerra acabaria com baixas maciças de civis norte e sul-coreanos. O armistício de 1953 dividiu a península ao longo da Zona Desmilitarizada da Coreia, traçada muito próxima à linha da demarcação original. Nenhum tratado de paz foi firmado, e tecnicamente os dois países continuaram em guerra. Estima-se que 2,5 milhões de pessoas morreram durante o conflito.

#### Pós-guerra (1960–1990)

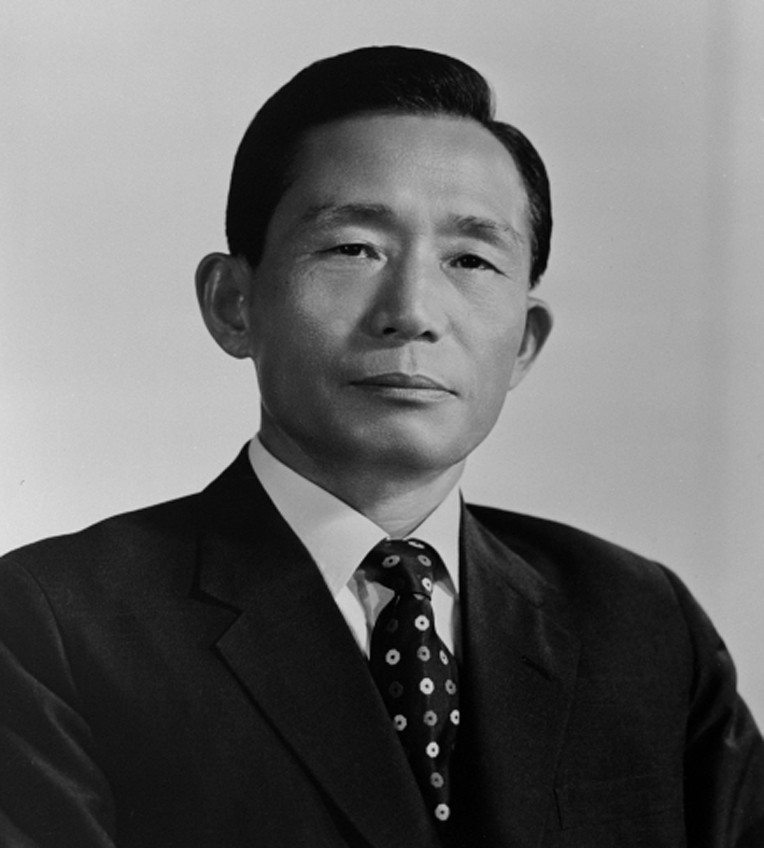
O governo de Park Chung-hee desempenhou um papel fundamental no rápido desenvolvimento da economia sul-coreana.

Em 1960, um movimento estudantil e trabalhista (a Revolução de Abril) levou à renúncia do presidente Syngman Rhee. A este evento seguiu-se um período de instabilidade política, que culminaria com um golpe de estado um ano depois, liderado pelo general Park Chung-hee (o "5–16 coup d' état"). Park foi duramente criticado como um ditador sem piedade e pela repressão política ocorrida durante o seu mandato; porém, a sua economia se desenvolveu de maneira significativa, pois o regime incentivou o rápido crescimento econômico impulsionando as exportações. Park foi presidente até ser assassinado em 1979.
Os anos que se seguiram após o assassinato de Park foram novamente marcados por grande agitação política, assistindo-se a múltiplas tentativas de tomada do poder presidencial por parte dos líderes da oposição anteriormente reprimidos. Em 1980, realizou-se um outro golpe de estado, liderado pelo general Chun Doo-hwan contra o governo transitório de Choi Gyuha, que ocupou o cargo de primeiro-ministro da Coreia do Sul durante o mandato de Park. Quando Chun assumiu a presidência houve protestos a nível nacional exigindo democracia e legalidade nas eleições.

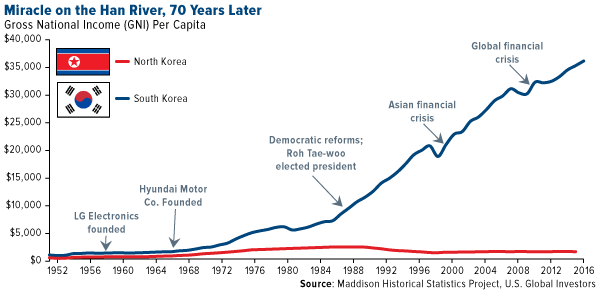
Comparação do crescimento econômico da Coreia do Sul (azul) e da Coreia do Norte (vermelho) entre 1950 e 2016. A Coreia do Sul teve crescimento médio do PIB de 10% ao ano no período chamado de "Milagre do Rio Han".

Chun e o seu governo mantiveram a Coreia do Sul sob um regime despótico até 1987, quando manifestações de trabalhadores e de grupos opositores eclodiram por todo o país. Finalmente, o partido político de Chun (Partido Democrático de Justiça) e seu líder, Roh Tae-woo, deram a conhecer a declaração de 29 de junho, que incluía as chamadas eleições diretas para eleger o novo presidente. Roh ganhou as eleições por uma estreita margem contra os dirigentes dos principais partidos políticos de oposição, Kim Dae-jung e Kim Young-sam.
Em 1988 Seul organizou os Jogos Olímpicos de Verão, e em 1996 continuou seu desenvolvimento econômico que levou o país à Organização para a Cooperação e Desenvolvimento Econômico. Como a maioria de seus vizinhos asiáticos, a economia local foi afetada pela crise financeira asiática de 1997. Porém, o país foi capaz de se recuperar e continuar o seu crescimento e continua a ser um dos principais tigres asiáticos.

### Século XXI
Em junho de 2000 foi celebrada pelo presidente Kim Dae-jung a Declaração de Paz e Prosperidade, em Pyongyang, capital da Coreia do Norte. Mais tarde, nesse mesmo ano, Kim recebeu o Prêmio Nobel da Paz por seu trabalho para a democracia e os direitos humanos na Coreia do Sul e no leste asiático em geral e para a paz e reconciliação com a Coreia do Norte em particular. Em 2002, Coreia do Sul e Japão foram anfitriões da Copa do Mundo. Mais tarde, as relações entre ambas as nações se deterioraram, devido ao conflito sobre a possessão dos Rochedos de Liancourt (em coreano: Dodko). Em 2004, um escândalo político levou ao impeachment do presidente Roh Moo-hyun, mas ele foi absolvido e permaneceu no cargo.
Em outubro de 2012, com a quase totalidade dos votos apurados, Park Geun-hye, filha do ex-presidente Park Chung-hee, foi eleita a primeira mulher presidente da história do país, com 51,6% dos votos válidos, ante 48,4% do seu adversário Moon Jae-in. Em abril de 2014, o naufrágio do Sewol levou à exoneração do primeiro-ministro Chung Hong-won.

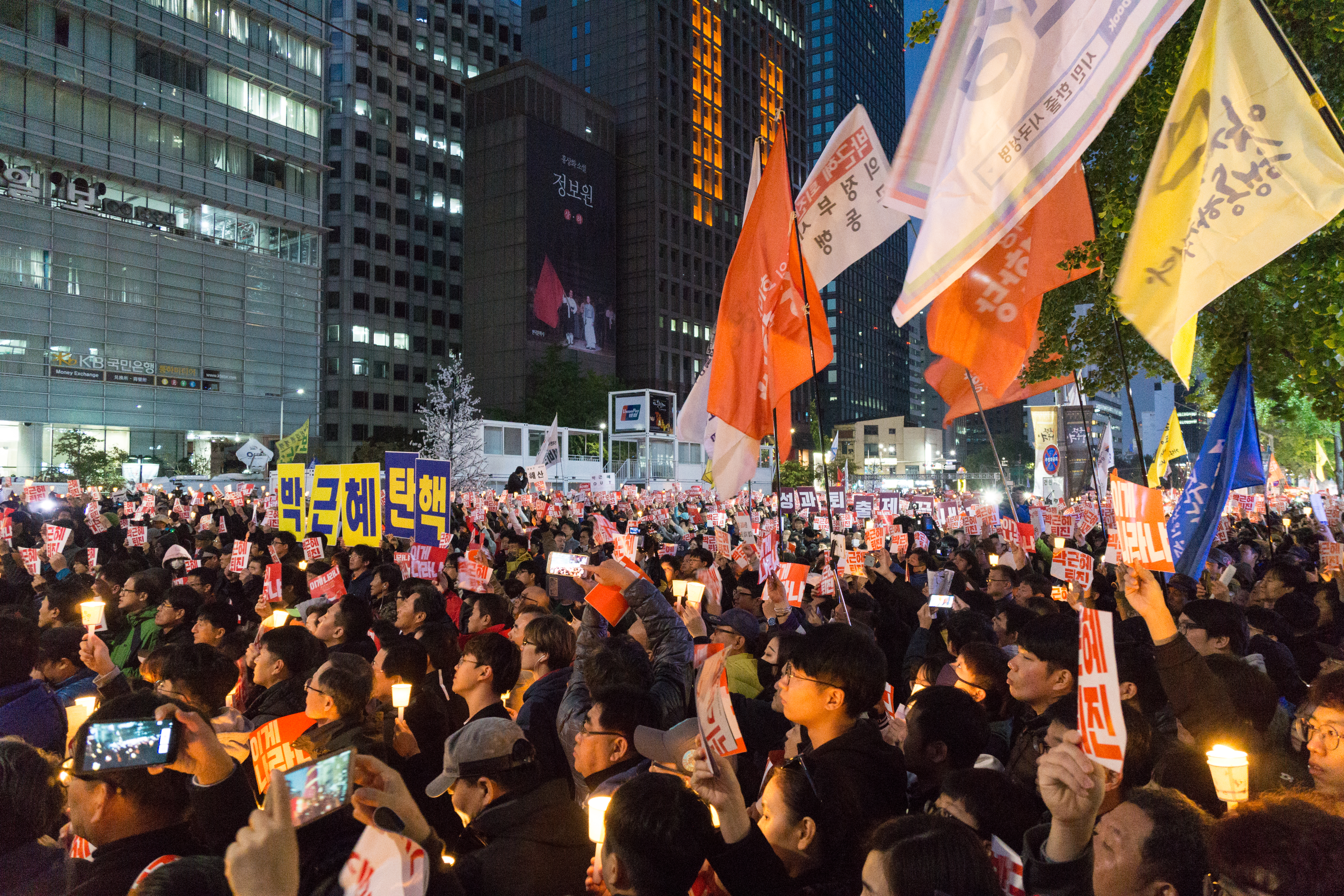
Protesto contra o governo de Park Geun-hye em 2016

Em 2016, estoura uma crise política no país, após revelações de que Choi Soon-sil, amiga pessoal da presidente sul-coreana, envolvia-se nas decisões do governo mesmo sem possuir cargo público, levando ao afastamento da presidente no dia 9 de dezembro, assumindo interinamente o primeiro-ministro Hwang Kyo-ahn. Em 10 de março de 2017 (data local), Park foi definitivamente afastada da presidência pela corte constitucional, tornando-se a primeira chefe de Estado e de governo na história do país a ser deposta por um processo de impeachment, sendo detida três semanas depois.
Em 9 de maio de 2017, eleições presidenciais antecipadas deram vitória ao candidato derrotado em 2012, Moon Jae-in, empossado logo no dia seguinte. Em abril de 2018, a ex-presidente Park foi sentenciada a 24 anos de prisão por abuso de poder e corrupção. A pandemia de COVID-19 afetou a nação em 2020, ano em que a Coreia do Sul registrou mais mortes do que nascimentos, resultando, pela primeira vez, em uma redução populacional.
Em março de 2022, Yoon Suk-yeol, conservador candidato da oposição à presidência pelo Partido do Poder Popular, venceu uma eleição apertada contra Moon Jae-in, com a menor margem da história. Yoon foi empossado em 10 de maio de 2022. Ele declarou lei marcial em 3 de dezembro de 2024, acusando a oposição de ser pró-Coreia do Norte e de conduzir atividades contra o Estado. Horas depois, a Assembleia Nacional votou de forma unânime (190 a 0) para anular a declaração, levando Yoon a revogar a lei marcial em 4 de dezembro. Em 14 de dezembro, Yoon foi afastado do cargo após a maioria da Assembleia Nacional, incluindo alguns membros de seu próprio partido, votar pelo seu impeachment. Yoon foi removido do cargo por unanimidade em 4 de abril de 2025. Nas eleições presidenciais de 3 de junho de 2025, foi eleito o candidato Lee Jae-myung, empossado no dia seguinte.

## Geografia

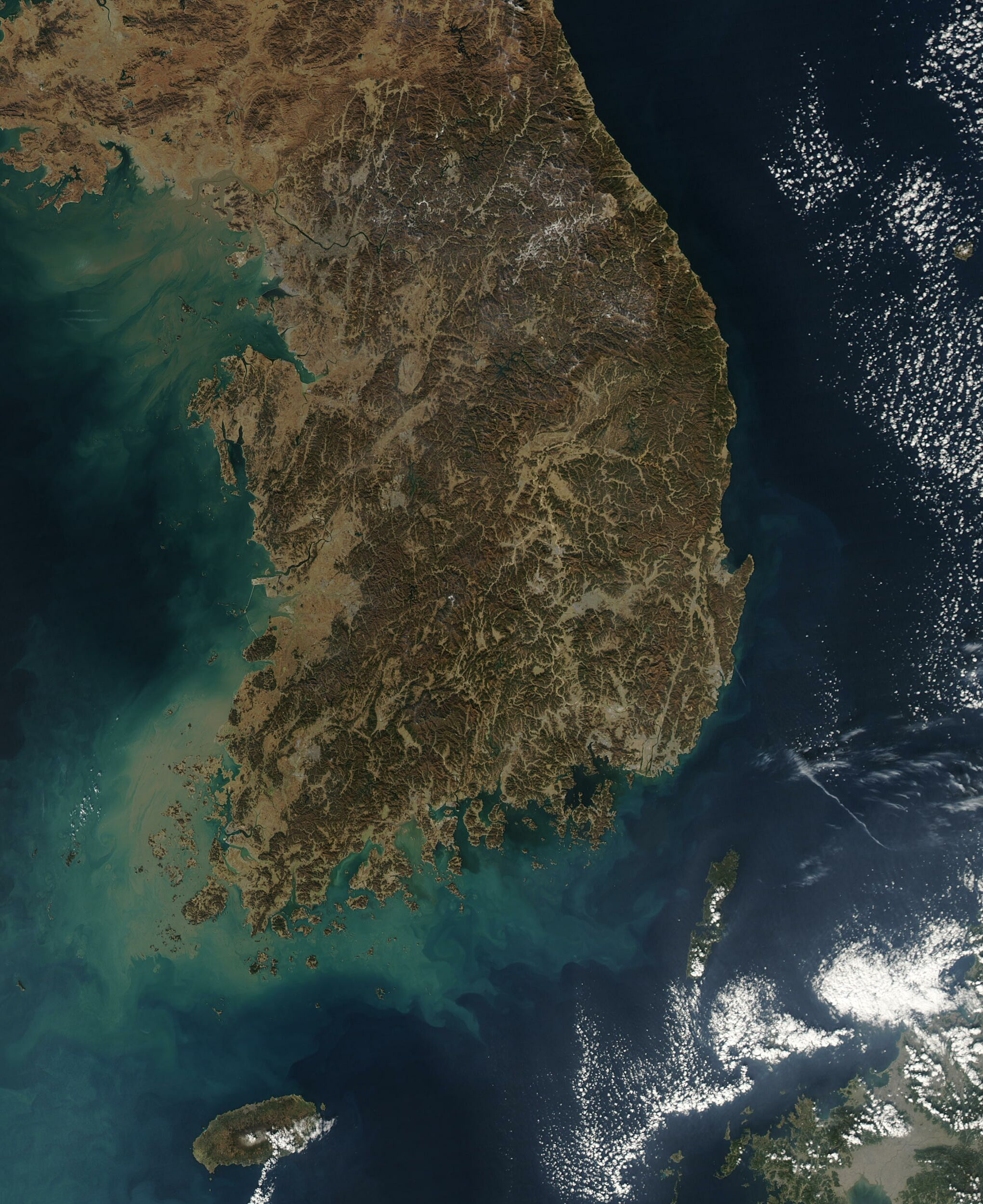
Imagem de satélite da Coreia do Sul, de 2004

A Coreia do Sul ocupa a parte sul da península da Coreia, que se estende ao longo de 1 100 km desde o continente asiático. A península montanhosa está flanqueada pelo Mar Amarelo a oeste e pelo Mar do Japão a leste. No extremo sul encontra-se o Estreito da Coreia e o Mar da China Oriental. Sua superfície territorial é de 100 032 km².
O território nacional pode ser dividido em quatro regiões gerais: a região oriental de montes altos e planícies costeiras estreitas; a região ocidental com amplas planícies costeiras e bacias; a região sudoeste com montanhas e vales e a região sudeste, onde predomina a ampla bacia do Rio Nakdong. O relevo é predominantemente montanhoso e a maior parte do solo não é cultivável. As terras baixas, localizadas principalmente a oeste e a sudeste, constituem apenas 30% da área total do país.
Aproximadamente três mil ilhas, em sua maioria pequenas e desabitadas, se encontram frente às costas oeste e sul. Jeju-do se encontra a aproximadamente cem quilômetros da costa sul. É a maior ilha do país, com aproximadamente 1 845 km². Em Jeju encontra-se o ponto mais alto da Coreia do Sul: Hallasan, um vulcão extinto, com 1 975 metros de altitude acima do nível do mar. As ilhas mais orientais incluem Ulleungdo e os Rochedos de Liancourt (Dokdo); os locais mais a sul são Marado e o Rochedo de Socotra. Existem cerca de vinte parques nacionais, os quais, juntamente com alguns sítios naturais, gozam de grande popularidade entre os turistas, como as plantações de chá de Boseong e o parque ecológico da baía de Suncheon, na província de Jeolla do Sul.

Coreia do Sul de acordo com a classificação climática de Köppen

Os rios principais são o Han e o Nakdong, que nascem no sistema montanhoso dos montes Taebaek. O rio Han se dirige até a costa oeste para desaguar no Mar Amarelo, enquanto o Nakdong, mais extenso, circula na direção sul até alcançar o Estreito da Coreia.
O clima predominante na Coreia do Sul é o continental. Os invernos podem ser muito frios, com temperaturas mínimas que podem alcançar os -20 °C na parte mais setentrional do país. As temperaturas são altas durante o inverno ao largo da costa sul e consideravelmente baixas em áreas montanhosas. As precipitações se concentram nos meses de verão, de junho a setembro. Em uma curta temporada de chuvas denominada jangma, que começa em finais de junho e termina no final do mês de julho, o país é afetado por uma monção, ao mesmo tempo em que a costa sul está sujeita a tufões que trazem ventos fortes e chuvas intensas.

### Biodiversidade
A vegetação mais abundante no país é típica de floresta decídua temperada. Aí se encontram espécies vegetais de folha caduca (como o acer, o ulmeiro e o choupo) e árvores de folha persistente, como o pinheiro e o abeto. Nas zonas costeiras do sul encontram-se espécies endêmicas, que não crescem no resto do país, como o bambu, o loureiro e o carvalho. Os bosques cobrem cerca de dois terços do território nacional, ainda que a sua extensão se encontre em constante diminuição devido às atividades humanas.

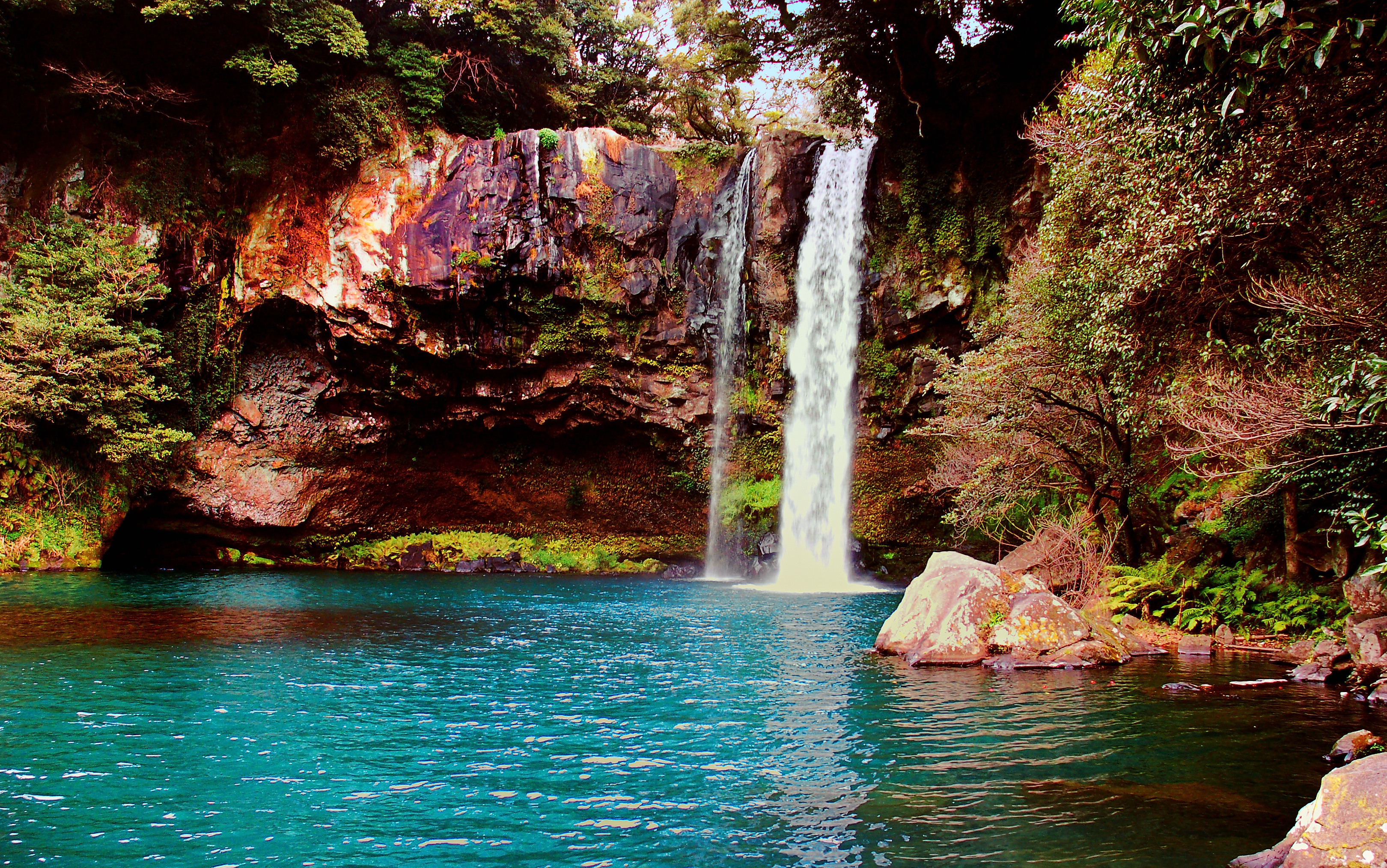
Cachoeira na ilha Jeju, uma das sete maravilhas naturais do mundo

O bosque misto se caracteriza por abrigar múltiplas espécies de mamíferos grandes e pequenos, assim como uma grande quantidade de aves e insetos. Os mamíferos roedores, porcos-espinho, lebres, falcões, corujas e outras espécies de animais pequenos têm sobrevivido aos impactos humanos, que têm substituído estas espécies por animais domésticos, como cães, gatos, cavalos, entre outros. Porém, grandes espécies de mamíferos, como tigres, leopardos, ursos, linces, encontram-se ameaçados de extinção, devido principalmente à constante caça e à destruição de seus habitats.
Por ser uma das zonas mais vigiadas de todo o planeta e devido à restrição de acesso a todos os civis, a Zona Desmilitarizada da Coreia é um dos lugares mais preservados do país. O isolamento natural de grande parte desta zona, com uma área de cerca de 1 000 km², converteu-a num dos locais naturais mais bem preservados e no último refúgio de várias espécies ameaçadas. Através de estudos realizados por grupos de ecologistas e cientistas, já foram catalogadas aproximadamente 2 900 espécies vegetais, 70 de mamíferos e 320 variedades de aves na zona. Outras investigações realizadas acerca da região estimam que existem mais exemplares e outras espécies de regiões circundantes.

### Problemas ambientais

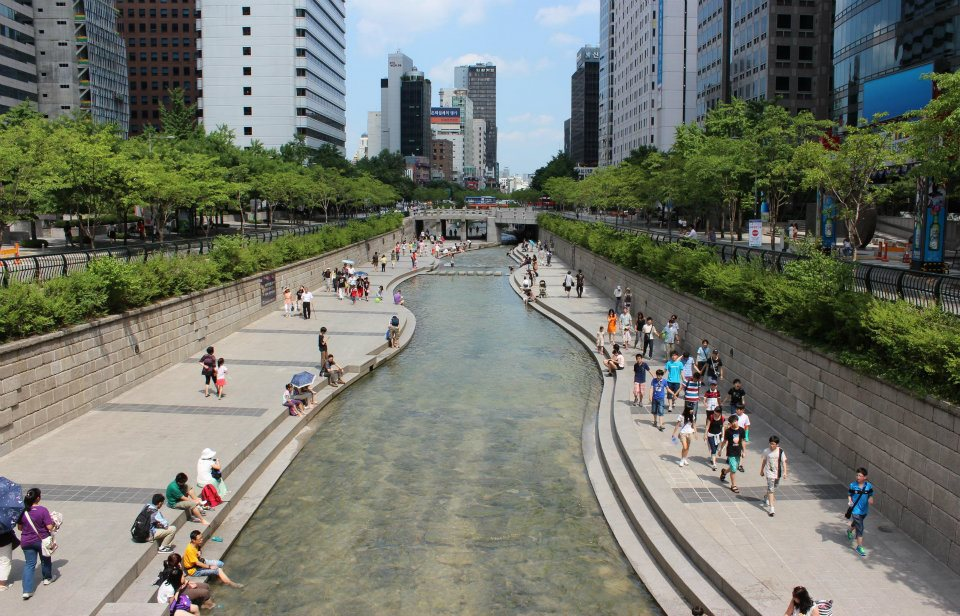
Cheonggyecheon, um riacho que foi despoluído e reurbanizado em Seul

Durante os primeiros vinte anos do crescimento demográfico e econômico, que começou em meados da década de 1970, poucos esforços foram realizados para preservar o meio ambiente do país. A industrialização e o desenvolvimento econômico excessivos tiveram como resultado a desflorestação e a destruição contínua dos ecossistemas. Outro problema crônico enfrentado pelos sul-coreanos é a qualidade do ar, já que todos os anos se registam problemas como chuva ácida e elevadas concentrações de dióxido de enxofre no ar. Muitas destas dificuldades reconhecidas vêm da proximidade do país com a República Popular da China, um dos principais poluidores da atmosfera a nível mundial.
Dentre os esforços para equilibrar estes problemas estão a utilização de tecnologias e a fontes de energia mais limpas. A Coreia do Sul é signatária do Tratado da Antártida, da Convenção sobre Diversidade Biológica e do Protocolo de Quioto, formando, com o México e a Suíça, o Grupo de Integrada Ambiental (GIA), sob a supervisão da Convenção-Quadro das Nações Unidas sobre a Mudança do Clima.

## Demografia

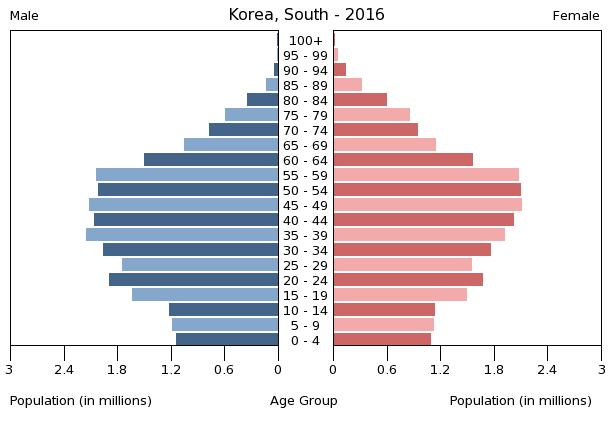
Pirâmide etária da Coreia do Sul em 2016 (em inglês)

A Coreia do Sul é notável por sua densidade demográfica de 487,7 habitantes por quilômetro quadrado, mais de dez vezes em relação à média mundial. A maioria dos sul-coreanos vive em zonas urbanas, devido à migração maciça do campo para as cidades durante a rápida expansão econômica entre as décadas de 1970 e 1990.
A taxa de natalidade sul-coreana é a mais baixa do mundo. Esta tendência tende a continuar, prevendo-se que em 2050 a população diminua 13%, ficando com 42,3 milhões de habitantes. Em 2008, a taxa de natalidade anual era de nove nascimentos para cada mil pessoas, enquanto a esperança de vida era de 79,10 anos, a 40ª mais elevada do mundo.

### Composição étnica
A população também tem sido modelada pela migração que se seguiu à divisão da Península da Coreia, ocorrida após a Segunda Guerra Mundial, quando aproximadamente quatro milhões de norte-coreanos cruzaram a fronteira em direção ao sul. Esta tendência de crescimento foi invertida nos quarenta anos seguintes devido à emigração, especialmente para os Estados Unidos e Canadá. Em 1960, a população total era de 25 milhões. Hoje, esse número ultrapassa 49,5 milhões de habitantes.
A sociedade é homogênea, já que 98% dos seus habitantes são etnicamente coreanos. Ainda que continue sendo mínima, a população de habitantes não coreanos tem aumentado. Em 2009, 1 106 084 estrangeiros residiam no país, mais do que o dobro em relação a 2006. Os imigrantes vindos da China formam 56,5% do total. Porém, muitos deles são joseonjoks, isto é, cidadãos chineses de origem coreana. Aproximadamente 33 mil mongóis formam a maior comunidade mongol residente no estrangeiro. Outra minoria notável são as mulheres do sudeste asiático, que em 2006 constituíam 41% dos matrimônios com agricultores coreanos. Cerca de 43 mil professores de língua inglesa vindos dos EUA, Canadá, Austrália, Nova Zelândia, Reino Unido, Irlanda e África do Sul residem temporariamente na Coreia do Sul.

### Religião
Religiões na Coreia do Sul (2024)
Em 2005, quase metade da população sul-coreana expressou que não tinha preferência religiosa. Dos restantes, a maioria são cristãos e budistas; a população em 2010 era dividida em: 43,1% cristã (18,3% protestantes, 10,9% católicos e 13,9% de outras denominações cristãs) e 22,8% eram budistas. Outras religiões praticadas no país incluem o islã e vários outros novos movimentos religiosos, como o jeungismo, o daesunismo, o cheondoísmo e o budismo won. Hoje em dia, a liberdade de culto está garantida pela constituição e não há nenhuma religião de estado.
O cristianismo é a religião mais professada em todo o país, já que conta com mais da metade de todos os adeptos religiosos. Segundo estatísticas do governo em 1985, dos 42,6 milhões de habitantes que viviam na Coreia, 16,5% da população era protestante (6,5 milhões) e 5% católica (1,9 milhões).
A Igreja Católica é a igreja cristã que mais tem crescido desde a década de 1980, e em 2010 já eram 5,1 milhões de fiéis. A Coreia do Sul é, depois dos Estados Unidos, a nação com o maior número de missionários do mundo com forte atuação do criacionismo.
O budismo foi introduzido na Coreia no ano 372 d.C. Segundo o censo nacional de 2005, no país existiam mais de dez milhões de budistas. A maioria dos tesouros nacionais são artefatos de budistas. Junto com o neoconfucionismo, o budismo foi a religião de estado durante o período dos Três Reinos da Coreia, durante a dinastia Joseon. O islã conta com pouco mais de trinta mil seguidores nativos, além de mais de cem mil trabalhadores estrangeiros provenientes de países muçulmanos, especialmente do Paquistão e do Bangladesh.

### Idioma

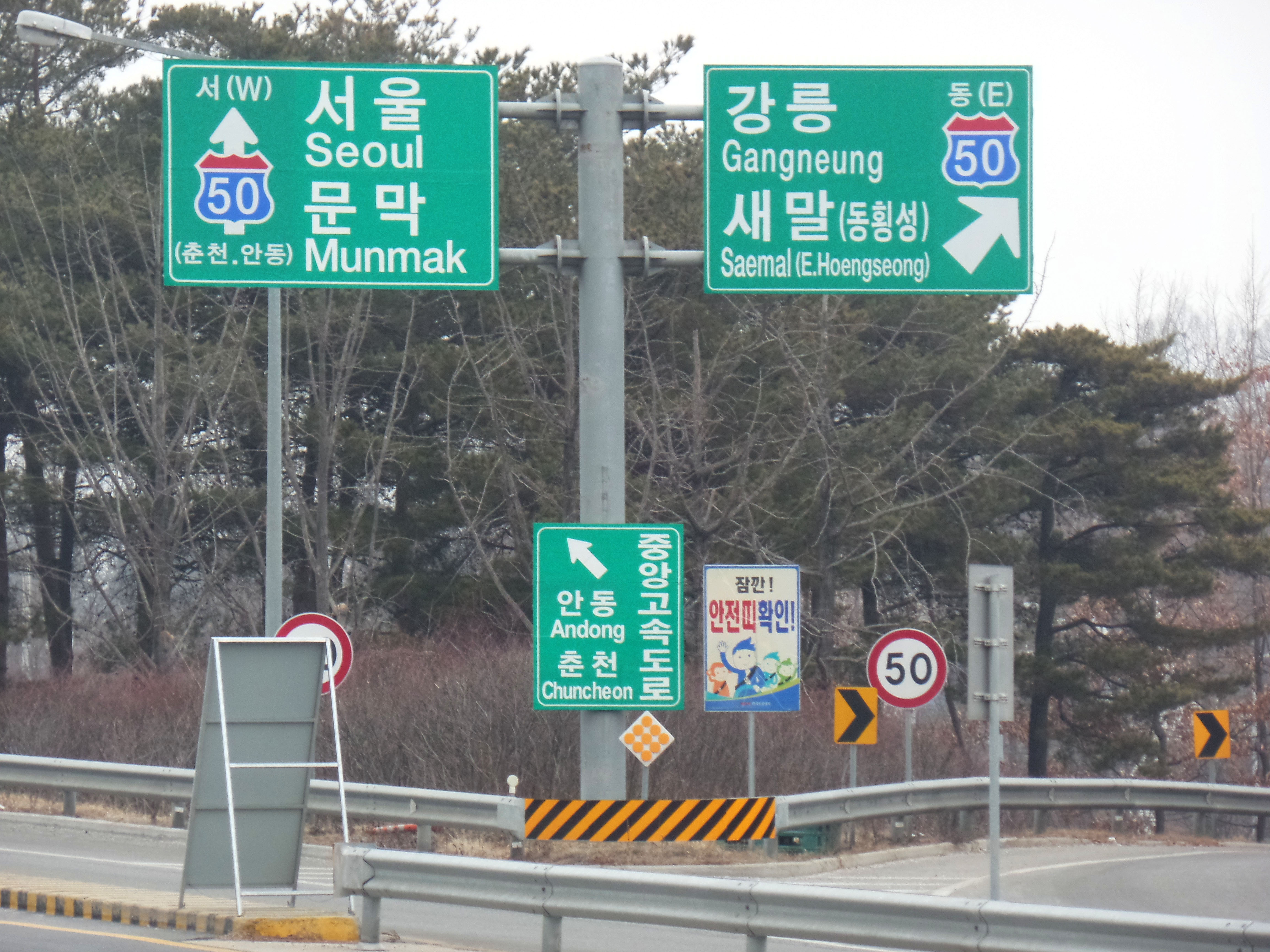
O alfabeto latino é usado apenas para propósitos auxiliares no país.

O idioma oficial do país e o mais falado pelos sul-coreanos é o coreano, cuja classificação ainda é objeto de debate: alguns autores afirmam que pertence à família altaica, enquanto outros afirmam que é uma língua isolada. O coreano tem o seu próprio alfabeto, o hangul, que foi inventado ao redor do século XV.
Ainda que por seu aspecto pareça ser um alfabeto pictográfico, na realidade é um alfabeto organizado em blocos silábicos. Cada um destes blocos consiste em pelo menos dois dos 24 caracteres (jamo): pelo menos uma das quatorze consoantes e uma das dez vogais. Os alfabetos hanja (chinês) e o latino são usados dentro de alguns textos em coreano, uma prática mais usual no sul do que no norte.
Ainda que também seja o idioma nacional da vizinha Coreia do Norte, o coreano falado na Coreia do Sul difere do falado pelos norte-coreanos em alguns aspectos como a pronúncia, a ortografia, a gramática e o vocabulário. O inglês é usado como segunda língua pela maioria da população, além de ser ministrado de forma obrigatória nas escolas secundárias.

### Urbanização
A Região Metropolitana de Seul tem cerca de 24 milhões de habitantes (metade da população do país), constituindo-se na segunda aglomeração urbana mais populosa do mundo, sendo superada somente pela aglomeração urbana de Tóquio, capital do Japão. Em 2010, Seul concentrava mais de 20% da população sul-coreana.
Outras cidades importantes são Busan (principal porto do país, 3,5 milhões de habitantes), Incheon (localizada na região metropolitana de Seul, com 2,5 milhões de habitantes), Daegu (2,5 milhões), Daejeon (1,4 milhões), Gwangju (1,4 milhões) e Ulsan (1 milhão).

## Política e governo

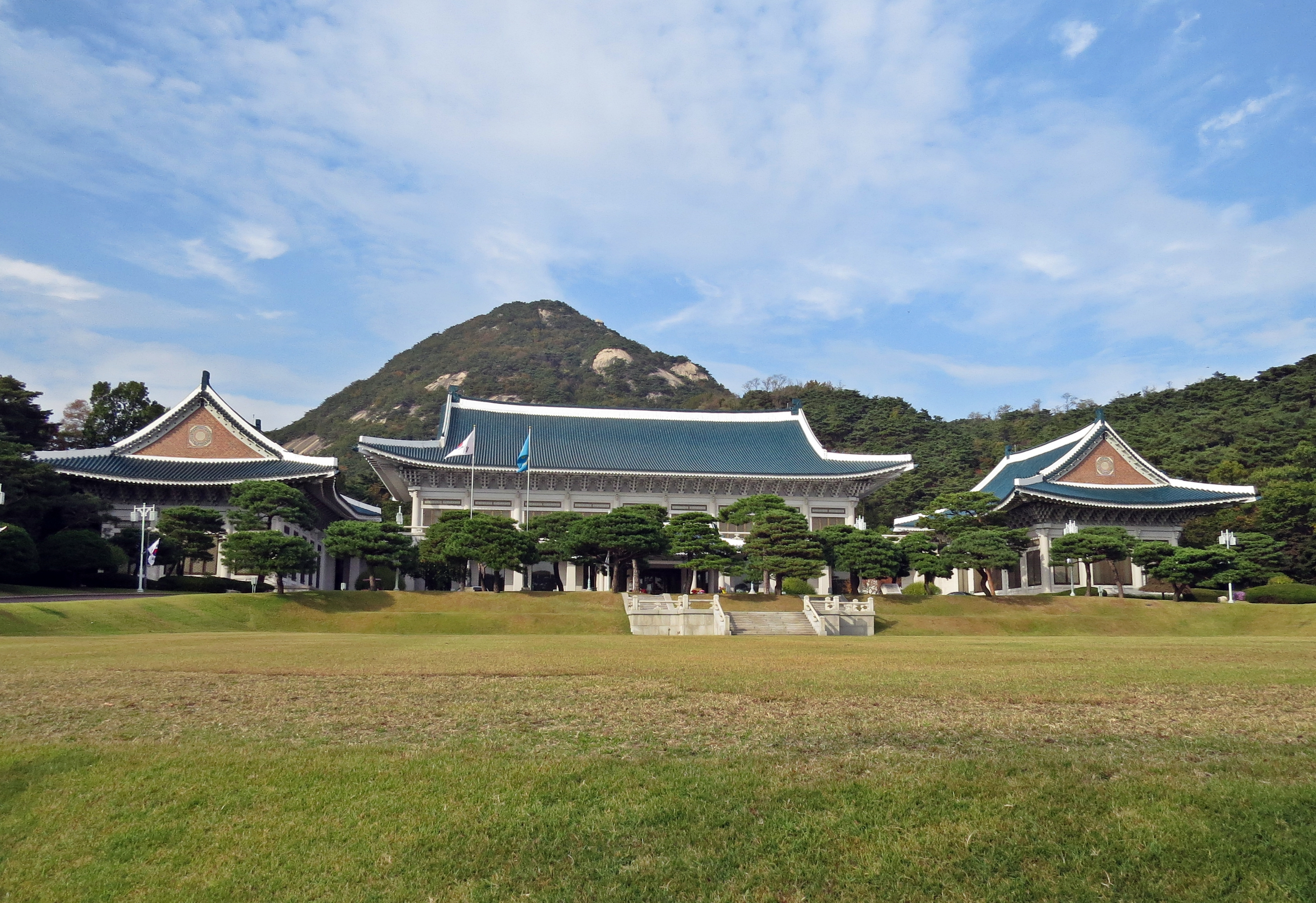
A Casa Azul, local de trabalho e residência oficial do presidente da Coreia do Sul

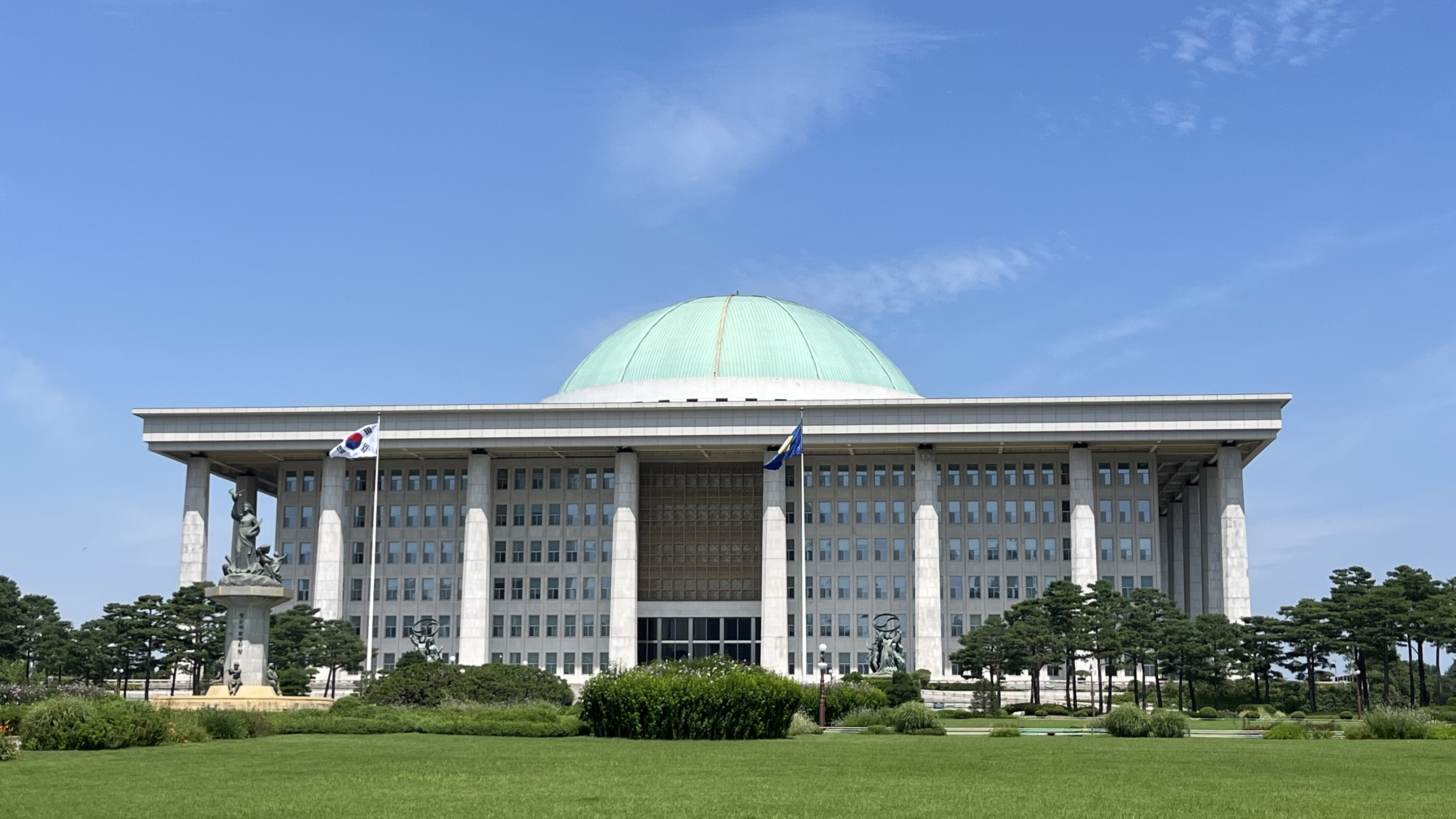
Sede da Assembleia Nacional da Coreia do Sul

O governo é definido como uma democracia presidencialista. Como em muitas democracias, no país há a divisão em três poderes: executivo, legislativo e judiciário. Os ramos executivo e legislativo são operados principalmente a nível nacional, ainda que vários ministérios no poder executivo também realizem funções locais. Os governos provinciais são semiautônomos e contam com órgãos legislativos próprios. O ramo judicial opera tanto a nível nacional quanto a nível local.
O chefe de estado é o presidente, eleito por voto direto popular para um mandato de cinco anos. Além de ser o mais alto representante da república e o comandante em chefe das forças armadas, o presidente também nomeia o primeiro-ministro (após a aprovação do parlamento) e preside o Conselho do Estado. O primeiro-ministro é o chefe do governo do país e desempenha muitas funções do poder executivo. O parlamento sul-coreano, unicameral, chama-se Gukhoe (assembleia nacional). Seus membros exercem um mandato de quatro anos. A legislatura atual tem 299 membros, dos quais 245 são eleitos por voto regional e os outros 54 são distribuídos por uma representação proporcional. A instituição judicial mais elevada é o Tribunal Supremo, cujos juízes são nomeados pelo presidente através do consentimento parlamentar.
A estrutura do governo sul-coreano está determinada pela constituição, um documento que tem sofrido várias emendas desde 1948, data em que foi promulgada, pouco depois da independência. A constituição tem conservado muitas de suas características gerais, com exceção da efêmera Segunda República da Coreia do Sul, onde o país sempre vem contando com um sistema presidencial e com um líder do poder executivo, independente do presidente.
As primeiras eleições diretas decorreram em 1948. Ainda que a Coreia do Sul tenha sido governada por diversas ditaduras militares entre as décadas de 1960 e 1980, o país conseguiu se converter em uma democracia liberal. Hoje em dia, segundo a The World Factbook, a democracia sul-coreana é considerada como uma "moderna e completamente funcional".

### Forças armadas

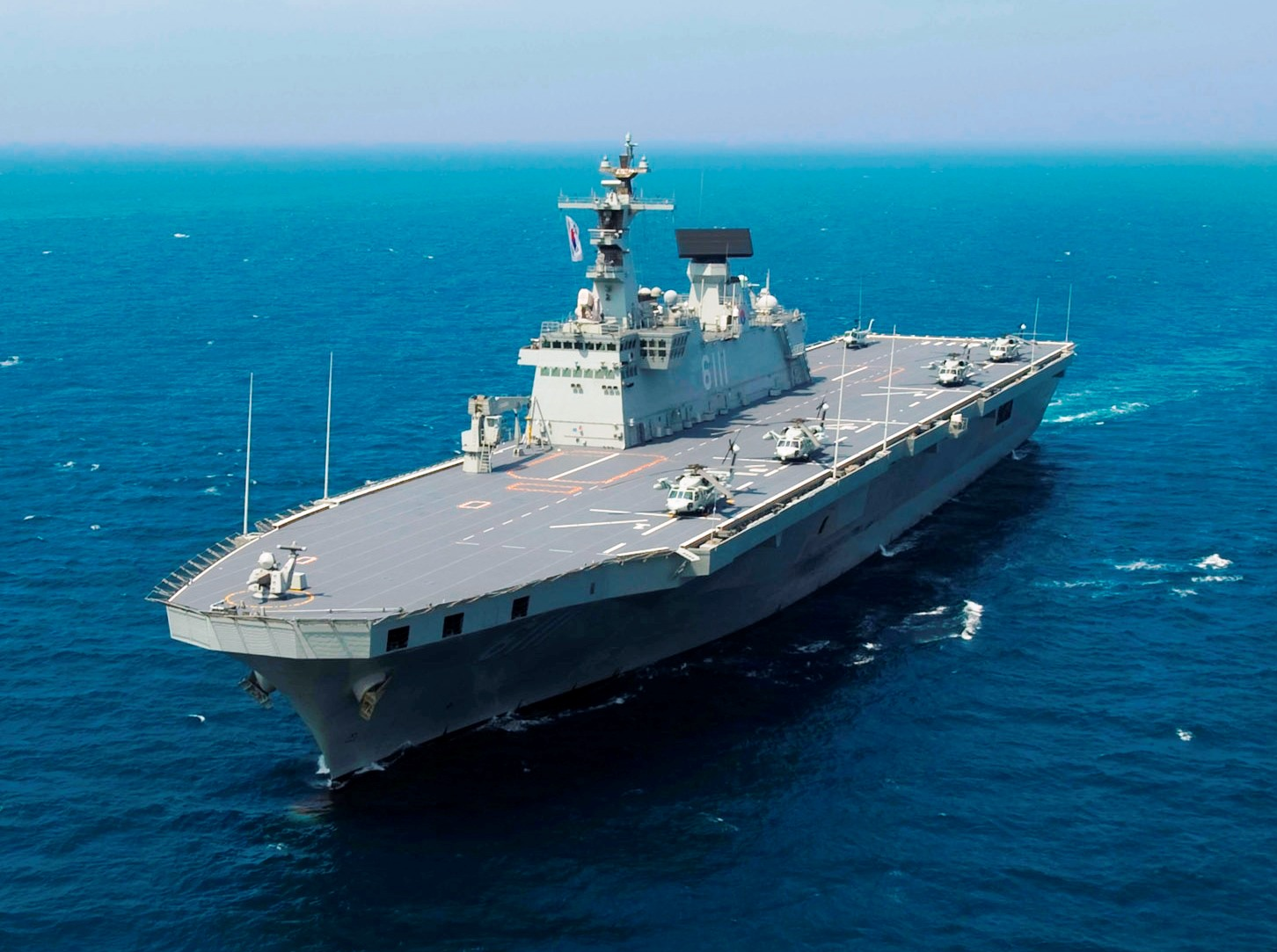
ROKS Dokdo, um navio de assalto anfíbio da Marinha da Coreia do Sul

Uma larga história de invasões por parte de seus vizinhos e a tensão por resolver com a Coreia do Norte têm feito com que a nação gastasse 2,6% do seu PIB e 15% do seu orçamento anual com as suas forças armadas, ao mesmo tempo em que mantém o serviço militar obrigatório. A Coreia do Sul é o sexto país do mundo em número de tropas ativas, o segundo em número de reservistas e o 12º em termos de orçamento para a defesa. O país, com uma média de 3,7 milhões de militares numa população de cinquenta milhões de pessoas, tem o segundo índice de soldados per capita, atrás apenas da própria Coreia do Norte.
As forças armadas da Coreia do Sul são constituídas pelo exército (ROKA), marinha de guerra (ROKN), força aérea (ROKAF), fuzileiros navais (ROKMC) e as forças de reserva. Na zona desmilitarizada estão concentrados quase dois milhões de efetivos. A constituição determina que todos os cidadãos nativos são obrigados a servir as forças armadas por um período de dois anos. Porém, têm ocorrido debates sobre o reajustamento da duração dos serviços militares, e inclusivamente a eliminação do serviço militar obrigatório. Recentemente o governo isentou vários estudantes desse serviço de forma a permitir um maior aprofundamento nos campos de investigação. Os coreanos de ascendência estrangeira estão isentos do serviço militar. Junto com os soldados, alguns sul-coreanos são selecionados para servir por dois anos no programa Aumento coreano ao exército dos Estados Unidos (KATUSA).
O exército sul-coreano conta com mais de 23 mil tanques em operação, enquanto a marinha tem a sexta maior frota de contratorpedeiros no mundo. A força aérea é a nona maior do seu tipo, e conta principalmente com aviões de caça estadunidenses, como o F-15K, KF-16 e o KAI T-50 Golden Eagle.
Desde a Guerra da Coreia, os Estados Unidos mantêm estacionado um importante contingente de tropas no território sul-coreano para defender o país em caso de ataques da Coreia do Norte. O número desses militares ascende a mais de 29 mil soldados. Em meados de 2007, o secretário do Departamento de Defesa dos Estados Unidos e o Ministro da Defesa Nacional da Coreia do Sul determinaram que os sul-coreanos retomassem o controle operacional de suas forças em 17 de abril de 2012. O exército dos Estados Unidos poderá se transformar em um novo comando de guerra, provavelmente descrito como "Comando da Coreia" (KORCOM).

### Relações exteriores

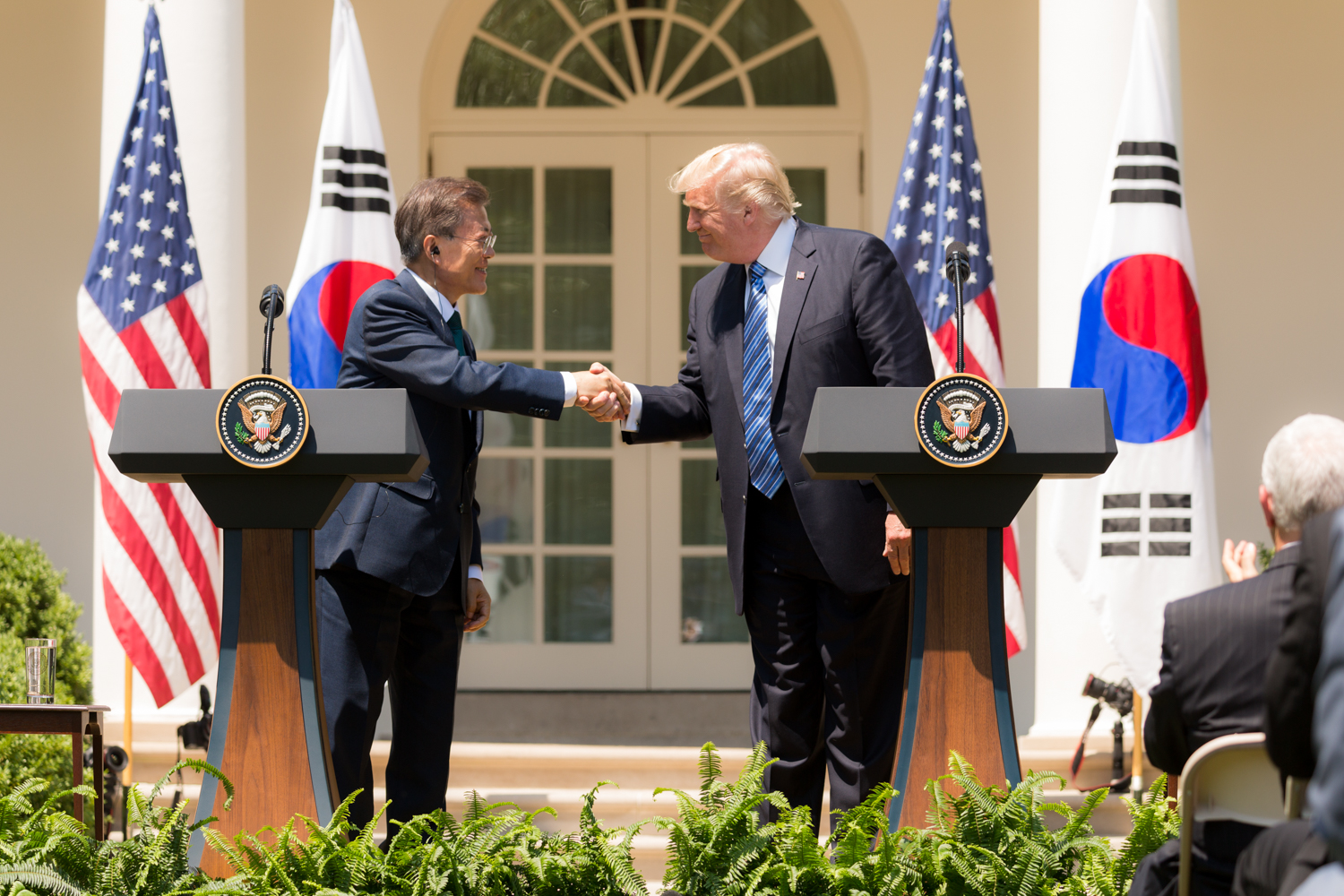
Presidente Moon Jae-in com Donald Trump na Casa Branca em Washington, D.C. em 30 de junho de 2017

A Coreia do Sul mantém relações diplomáticas com aproximadamente 170 países do mundo. O país também é membro da Organização das Nações Unidas (ONU) desde 1991, quando foi convertido em um estado-membro ao mesmo tempo que a Coreia do Norte. Por dez anos (2007–2016), o ex-ministro das relações exteriores do país, Ban Ki-moon, exerceu o cargo de secretário-geral das Nações Unidas.
Desde maio de 2007, Coreia do Sul e União Europeia negociaram um acordo de livre comércio para reduzir as barreiras comerciais entre ambas as entidades. O mesmo está sendo feito com o Canadá e a Nova Zelândia. Em 2010, a nação foi admitida no Comitê de Ajuda ao Desenvolvimento da OCDE, sendo a primeira vez que um país que recebe ajuda deste organismo se converte como membro pleno do mesmo. Em novembro de 2010, Seul acolheu a quinta reunião da cúpula do G-20.

## Subdivisões
A Coreia do Sul está subdividida em nove províncias, seis cidades metropolitanas e uma cidade especial (Seul, a capital).

## Economia

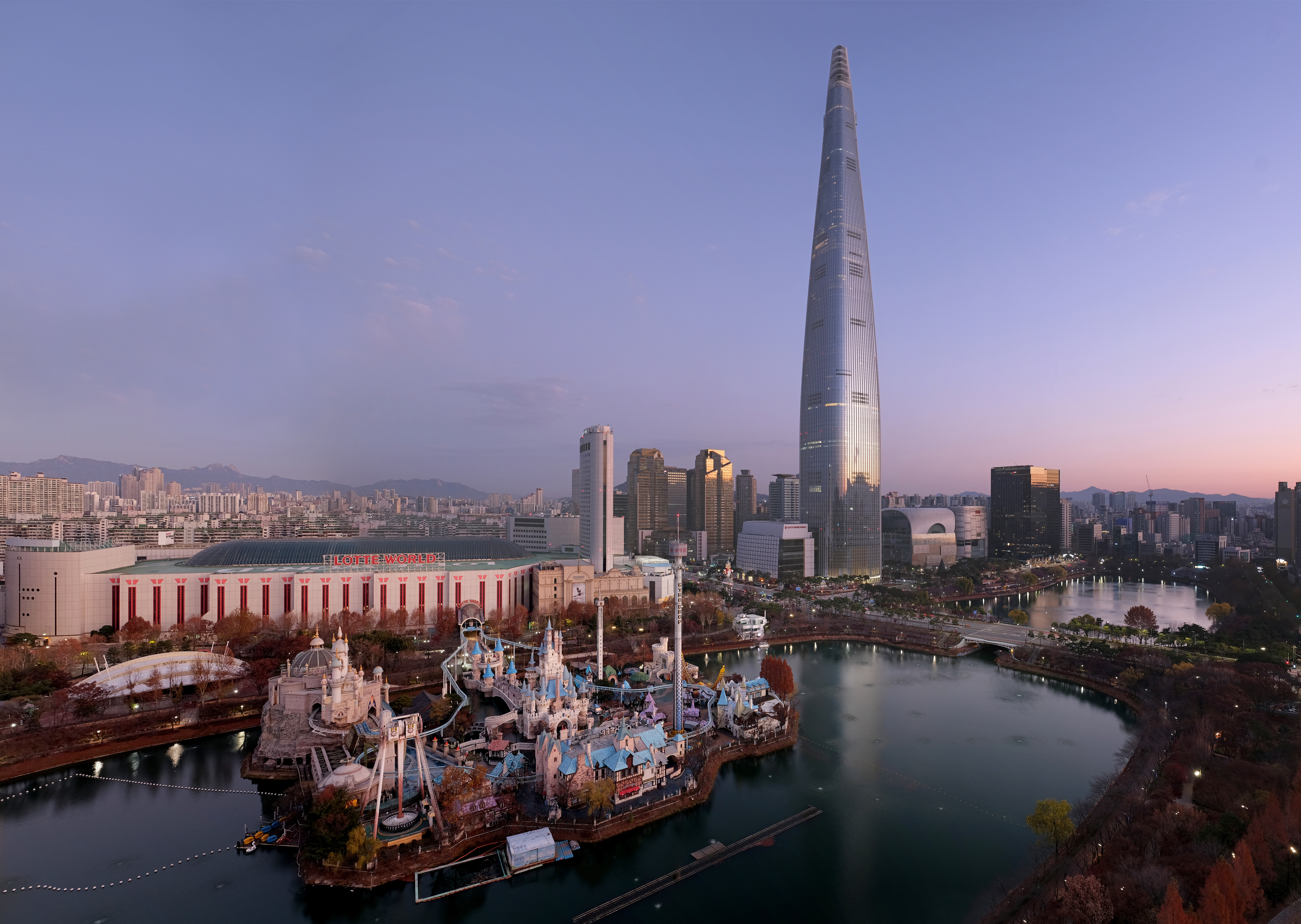
Lotte World e a Lotte World Tower, o arranha-céu mais alto da Península Coreana

Atualmente, a Coreia do Sul é um país desenvolvido e, entre as décadas de 1960 e 1980, teve uma das taxas de crescimento econômico mais rápidas do mundo. A rápida transformação em uma economia rica e industrializada em um curto período de tempo foi denominada "o milagre do rio Han". Este notável crescimento econômico ocorreu através da fabricação orientada à exportação e a uma força de trabalho altamente qualificada. Em 2009, era o nono país com mais rendimentos devido principalmente às exportações.
É a maior economia dos tigres asiáticos, a quarta maior da Ásia e a décima-terceira do mundo. É um importante parceiro comercial das maiores economias mundiais; por exemplo, é o terceiro melhor parceiro da República Popular da China e do Japão, o sétimo dos Estados Unidos e o oitavo da União Europeia.
Sua capital, Seul, está constantemente colocada entre as dez cidades financeiras e comerciais mais importantes para a economia global. e foi nomeada pela revista Forbes como a sexta cidade economicamente mais poderosa do mundo. O PIB per capita é cerca de trinta mil dólares.
Como membro da OCDE, é considerado pelo Banco Mundial como uma economia de alto rendimento, pelo FMI e pela CIA e como um mercado desenvolvido pelo grupo FTSE. Conta com um Índice de Desenvolvimento Humano muito elevado de 0,897, o 15º maior do mundo, particularmente no setor educacional, onde é classificado como o primeiro do continente asiático e o sétimo do mundo. Segundo o Índice Global de Inovação, é considerado como o país mais inovador do mundo.
Atualmente, a nação faz parte do G20 (grupo das maiores economias do mundo) e foi o primeiro país asiático a sediar uma cúpula desse grupo. É um dos 24 membros selecionados pela OCDE para integrar o Comitê de Ajuda ao Desenvolvimento, onde se encontram entre os países dominantes mais importantes do mundo, cuja principal missão é contribuir na ajuda ao desenvolvimento e a redução da pobreza nos países em desenvolvimento. Também é um membro fundador do Fórum de Cooperação da Ásia e do Pacífico (APEC), da Associação de Nações do Sudeste Asiático (ASEAN) e da Cúpula do Leste Asiático (EAS).
Sua economia é liderada por grandes conglomerados conhecidos como chaebol, incluindo as multinacionais Samsung, LG, Hyundai e Kia. As dez maiores empresas sul-coreanas são a Samsung, POSCO, Hyundai, Grupo financeiro KB, Companhia elétrica da Coreia, seguros de vida Samsung, Grupo financeiro Shinhan, LG Electronics, Hyundai Mobis e LG Chem.
O país conta com uma infraestrutura de alta tecnologia, além de ter os maiores sistemas de banda larga e fibra ótica do mundo, tendo o maior índice per capita de acesso à Internet em banda larga. Em média, as conexões de Internet no país são as de maior largura de banda do mundo (100 Mbps). Está previsto que o governo utilizará cabos de fibra óptica para elevar esta média para 1 Gbps em 2012. O país é também líder mundial na produção de telas em LCD, OLED e plasma. A Samsung e LG estão entre as três maiores fabricantes de televisores e telefones celulares. Em 2009 a Samsung era a segunda maior fabricante de eletrodomésticos a nível internacional.
A nação é um dos líderes de inovação e tecnologia, sendo o terceiro país com mais patentes registradas, atrás apenas do Japão e dos Estados Unidos. Em 2007 detinha a maior taxa de crescimento de patentes dentre os países desenvolvidos (14,8%).

## Infraestrutura

### Educação

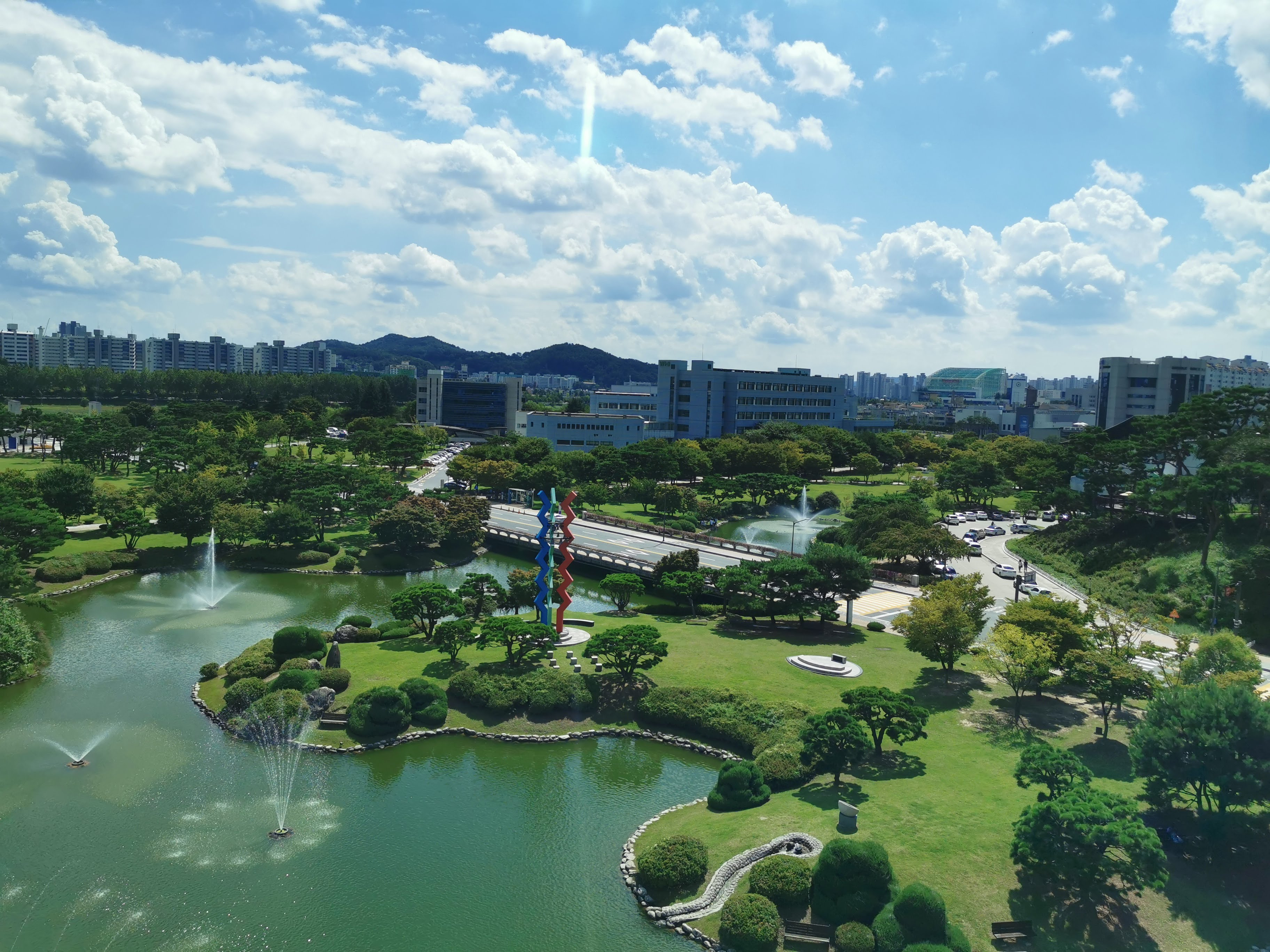
Campus Daejeon da KAIST

A educação é considerada fundamental para o êxito e, em consequência, é alvo de grande atenção governamental, com gastos correspondentes a 4,2% do PIB. Segundo dados de 2006 do Programa Internacional de Avaliação de Alunos da OCDE, o país ficou em primeiro lugar na resolução de problemas, terceiro lugar em matemática e décimo-primeiro em ciência. O sistema educativo está tecnologicamente avançado e foi o primeiro país do mundo a equipar todas as escolas primárias e secundárias do país com Internet de banda larga. Com esta infraestrutura, o país tem desenvolvido os primeiros livros didáticos digitais no mundo, que foram distribuídos de forma gratuita aos estudantes do ensino primário e aos do secundário até 2013.
Uma administração centralizada supervisa e administra as escolas para a educação dos meninos desde o jardim de infância até o terceiro e último ano do ensino secundário. O país adotou recentemente um novo programa educativo visando aumentar o número dos estudantes estrangeiros na Coreia do Sul. De acordo com as estimativas do Ministério da Educação, Ciência e Tecnologia, em 2010 será duplicado o número de bolsas de estudo para estrangeiros, cujo número deverá atingir os cem mil. O ano escolar é dividido em dois semestres. O primeiro começa em meados de março e termina a meados de julho, enquanto o segundo semestre começa no final de agosto e termina em fevereiro do ano seguinte. Os horários não se encontram exatamente definidos, pois variam de uma escola para outra.

### Ciência e tecnologia

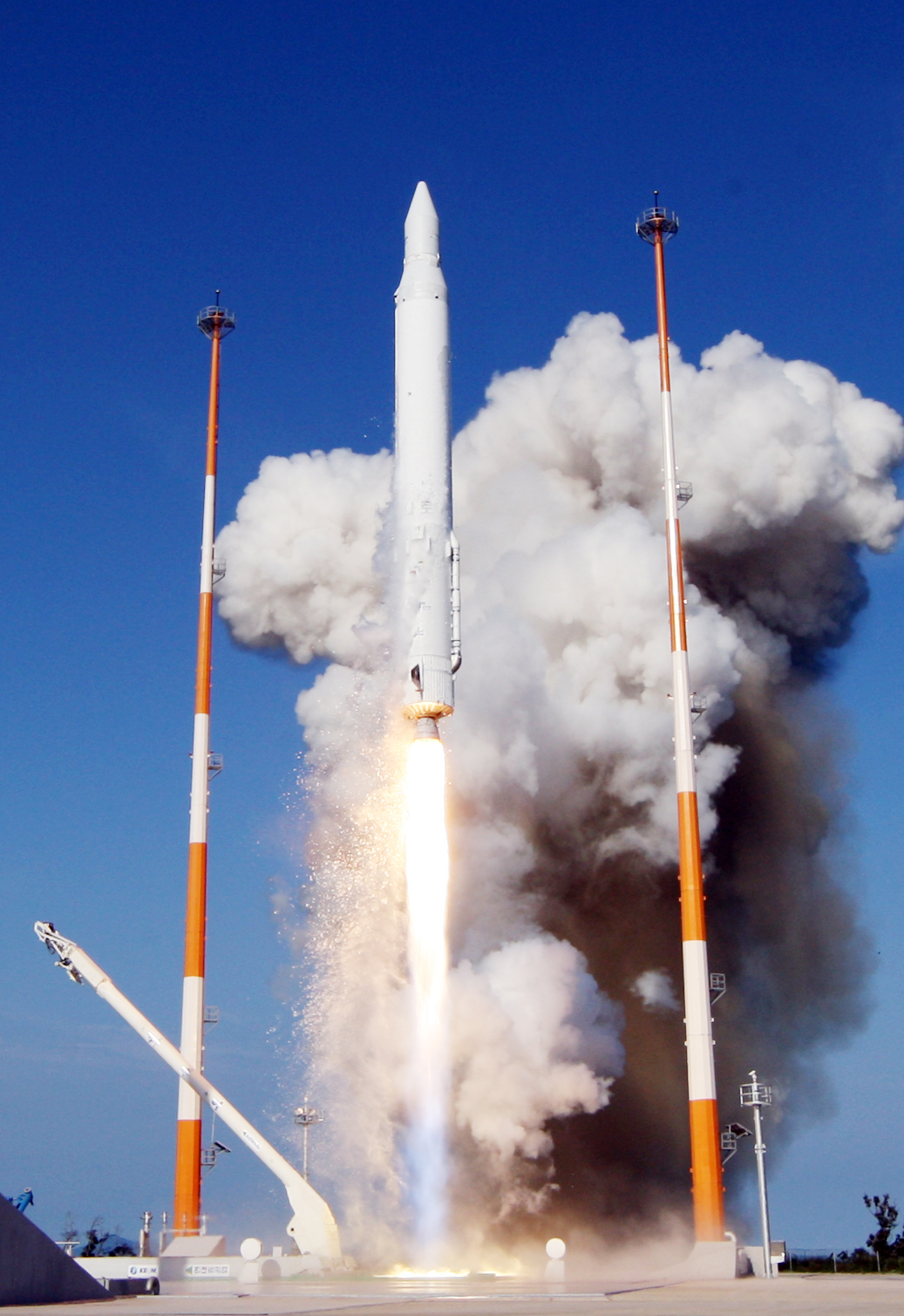
Naro-1, o primeiro veículo de lançamento do país

Desde 2003 a robótica tem sido incluída na lista dos principais projetos nacionais de pesquisa e desenvolvimento. Em 2009 o governo anunciou planos para construir parques temáticos de robôs em Incheon e Masan, financiado por fundos mistos públicos e privados. Em 2005, o Instituto Coreano de Ciência e Tecnologia desenvolveu um segundo robô humanoide do mundo, o HUBO. Em maio de 2006, uma equipe do KITECH (Instituto de Tecnologia Industrial da Coreia) desenvolveu o primeiro androide coreano, o EveR-1.
A Coreia do Sul colocou em órbita dois satélites: o "Arirang-1" em 1999 e o "Arirang-2" em 2006, como parte de sua associação para a exploração espacial com a Rússia. O Centro Espacial Naro, o primeiro do seu tipo no país, foi concluído em 2008, em Goheung, na província de Jeolla do Sul. Em 2009, um veículo de lançamento sul-coreano decolou em Naro, mas não chegou a completar sua missão. Em abril de 2008, Yi So-yeon foi a primeira coreana a voar no espaço, a bordo da Soyuz TMA-12 russa. Em junho de 2010, um segundo veículo igual ao seu antecessor foi lançado, mas explodiu pouco depois de ter sido lançado.
Desde a década de 1980, o governo sul-coreano tem investido ativamente no desenvolvimento da indústria nacional de biotecnologia. O setor médico é destinatário de grande parte da produção deste tipo de indústria, incluindo a produção de vacinas e antibióticos. Recentemente, a investigação e o desenvolvimento na genética, nomeadamente na clonagem, tem recebido maior atenção, desde a primeira clonagem feita em um cão, Snuppy, e a clonagem de duas fêmeas de uma espécie de lobos em perigo de extinção pela Universidade Nacional de Seul em 2007. O rápido crescimento da indústria biotecnológica tem sido traduzida em uma prova importante para a regulação da ética profissional, como sucedeu com o famoso caso do cientista Hwang Woo-Suk.

### Transportes

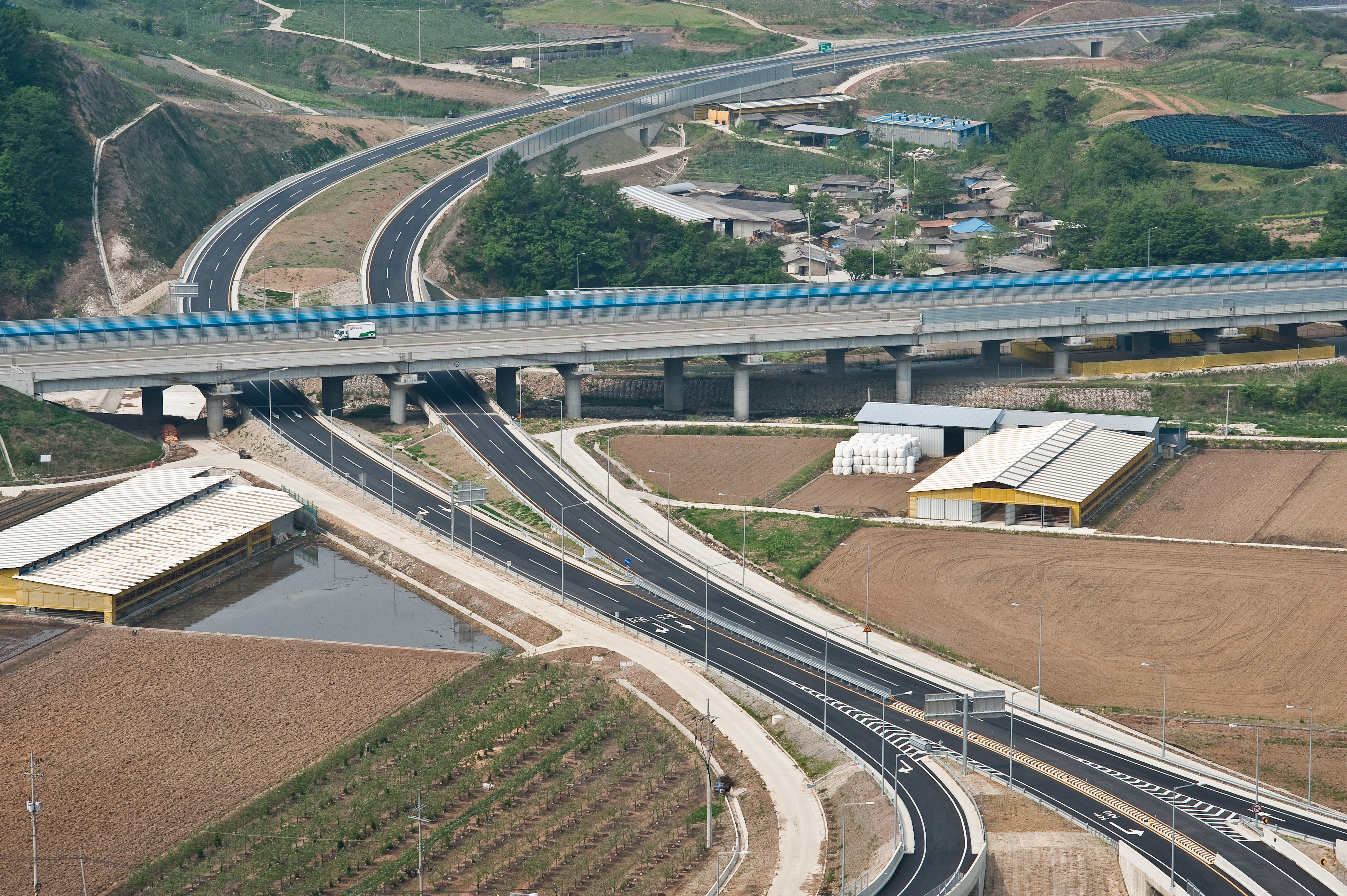
Trecho da Rota Nacional Nº 3

O país conta com uma rede de transportes tecnologicamente avançada, que conta com trens de alta velocidade, autoestradas, rotas de ônibus, balsas e rotas aeronáuticas que cruzam todo o território nacional. A principal companhia encarregada da operação mantimento e cobrança de pedágios nas autoestradas é a Korea Expressway Corporation.

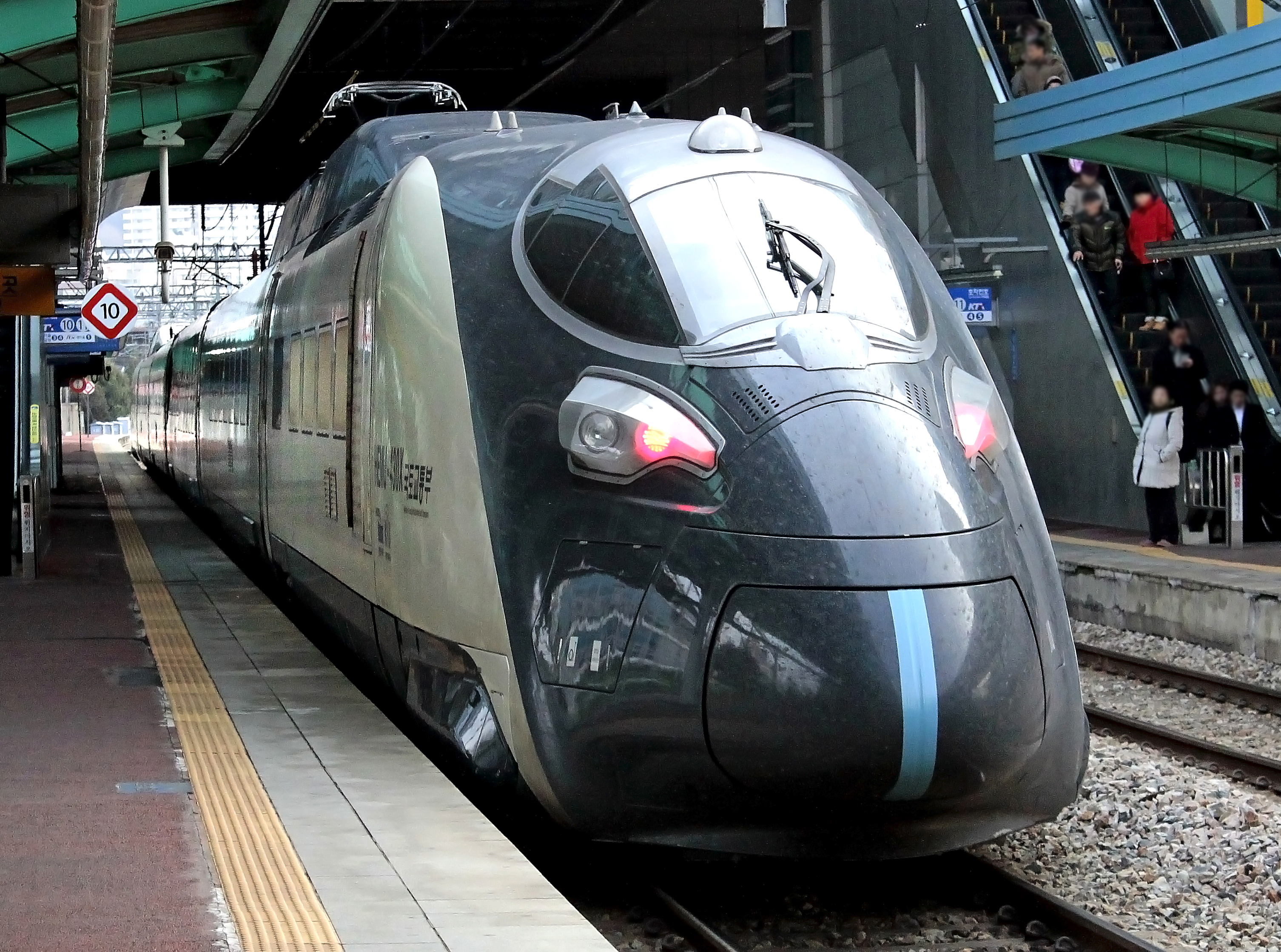
O trem de alta velocidade experimental HEMU-430X, da Korail, chega a 420 km/h.

A Korail assegura um serviço ferroviário às principais cidades do país. As duas linhas que ligam a Coreia do Norte, a Gyeongui e Donghae Bukbu voltaram a ligar-se recentemente. O trem de alta velocidade coreano, o Korea Train Express, proporciona um serviço de alta velocidade entre Gyeongbu e Honam. As principais cidades, incluindo Seul, Busan, Incheon, Daegu, Daejeon e Gwangju contam com sistemas de trem subterrâneo próprio.
A construção do maior aeroporto do país, localizado em Incheon, foi concluída em 2001. Seis anos depois, o aeroporto já recebia mais de trinta milhões de passageiros anualmente. Entre 2005 e 2009, o aeroporto foi selecionado como o "melhor do mundo" pelo Conselho Internacional de Aeroportos. Outros aeroportos internacionais incluem o de Gimpo, Busan e Jeju. Existem ainda sete aeroportos domésticos e um grande número de heliportos.
Em 2008, a Korean Air, fundada em 1962, transportou aproximadamente 21,64 milhões de passageiros, incluindo 12,49 milhões de passageiros de voos internacionais. Uma segunda empresa, a Asiana Airlines, fundada em 1988, também opera tráfego doméstico e internacional. Juntas, as empresas viajam através de 297 rotas internacionais. As menores companhias aéreas, como a Jeju Air, proporcionam serviços de voos nacionais com tarifas menores.

### Energia

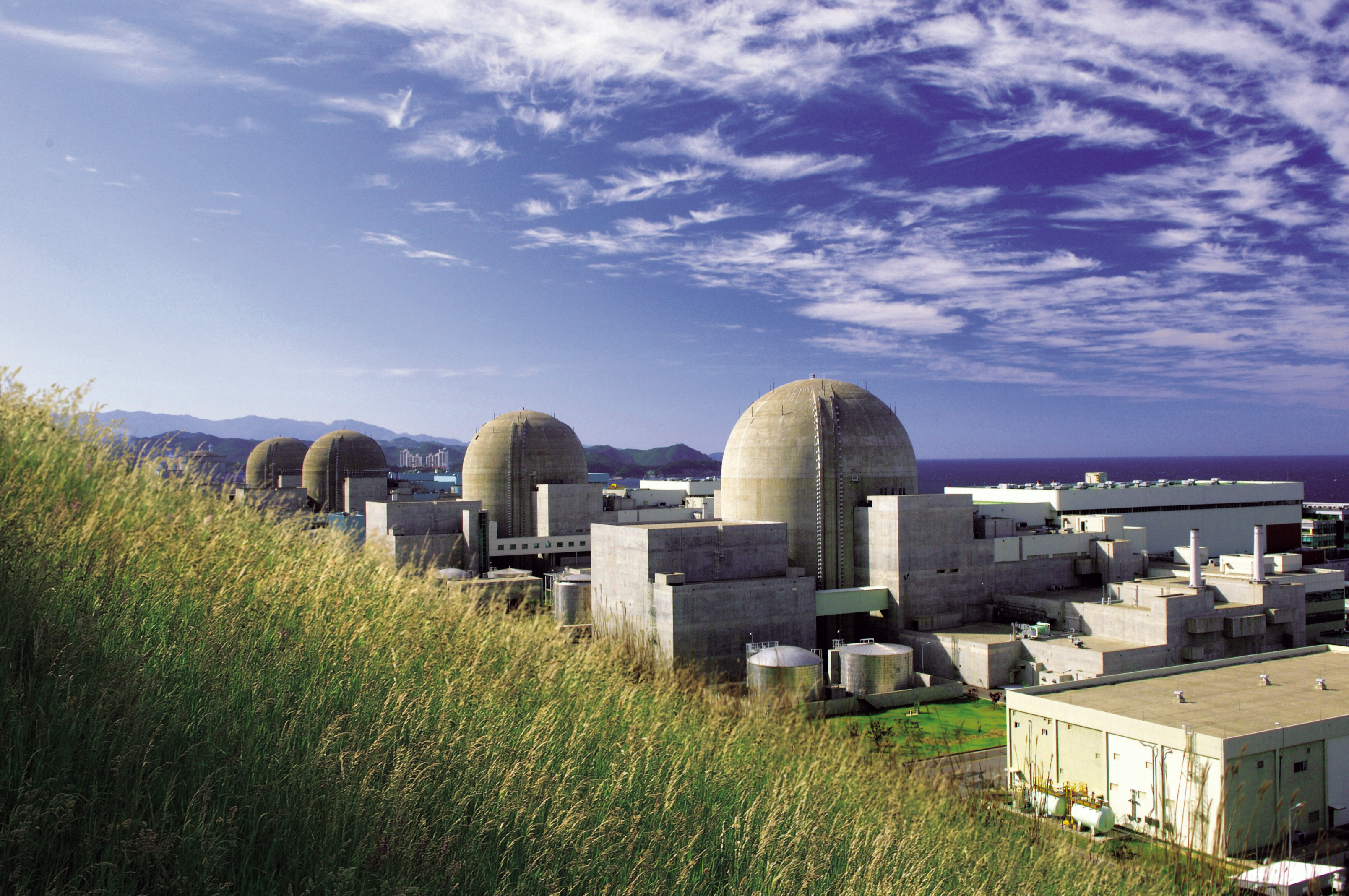
Usina Nuclear de Hanbit em Jeolla do Sul

A Coreia do Sul é o sexto maior produtor de energia nuclear do mundo e o segundo da Ásia. A energia nuclear corresponde a aproximadamente 45% da produção de eletricidade e a pesquisa é muito antiga com a investigação de uma variedade de reatores nucleares avançados, incluindo um pequeno reator nuclear, um reator de transmutação e um projeto de geração de hidrogênio a altas temperaturas. Produção de combustível e tecnologias de manuseio de resíduos também foram desenvolvidos no localmente. O país também faz parte do projeto ITER.

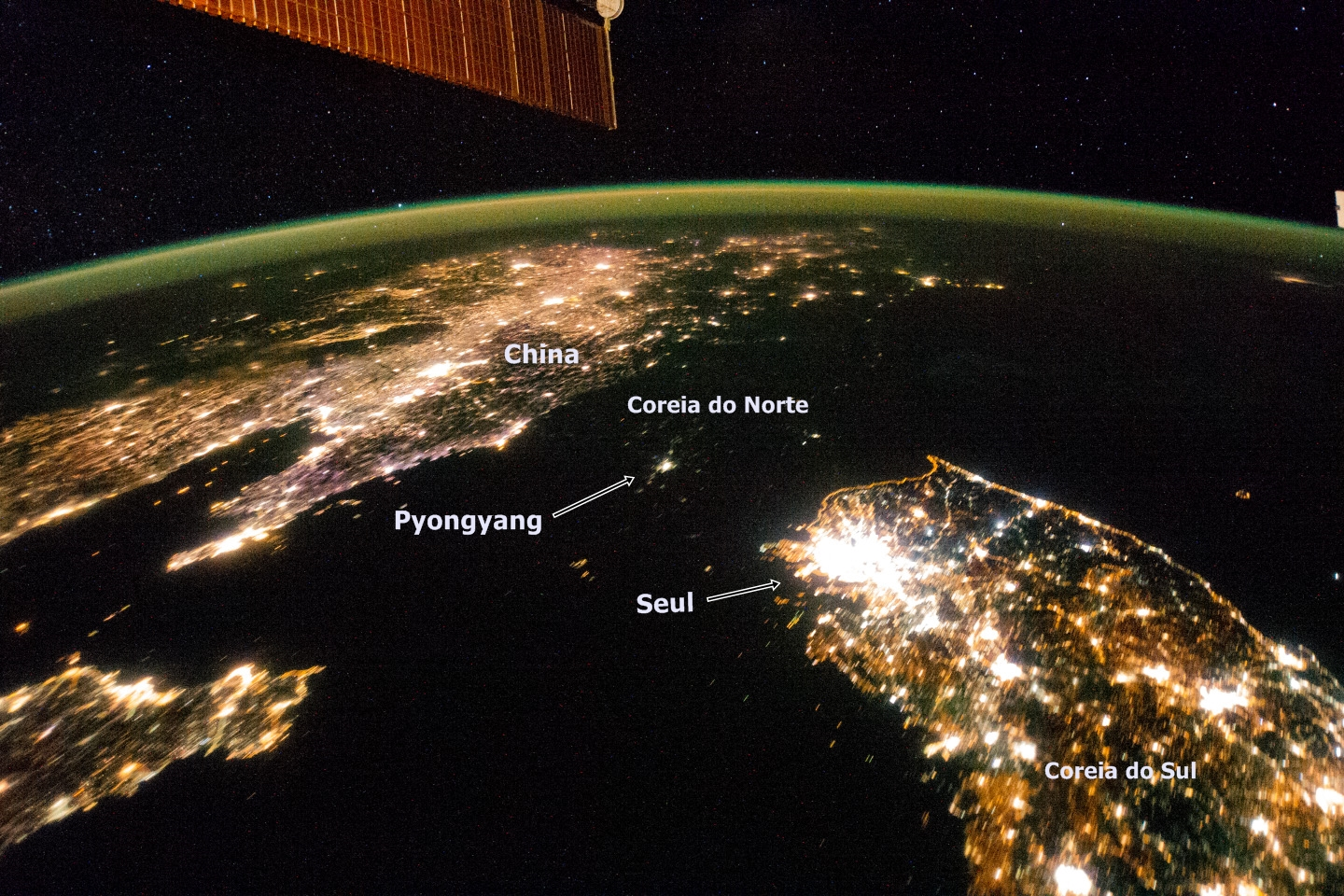
Imagem de satélite da Península Coreana à noite. A disparidade dos níveis de iluminação é um indicador da diferença em desenvolvimento energético e econômico entre a Coreia do Norte e a do Sul.

A Coreia do Sul é um exportador emergente de reatores nucleares, através de acordos firmados com os Emirados Árabes Unidos (para a construção e manutenção de quatro reatores nucleares avançados), Jordânia (para um reator de pesquisa nuclear) e Argentina (para a construção e reparação de reatores nucleares de água pesada). Desde 2010, a Coreia do Sul e a Turquia estão em negociações relativas para a construção de dois reatores nucleares.
O país não tem permissão para desenvolver tecnologia de enriquecimento de urânio por conta própria, devido à pressão política dos Estados Unidos, ao contrário da maioria grandes potências nucleares, como o Japão, a Alemanha e a França, os concorrentes da Coreia do Sul no mercado internacional nuclear.
Este impedimento provocou ocasionais relações diplomáticas entre a Coreia do Sul e os países aliados. Apesar do sucesso na exportação de eletricidade, geração de tecnologia nuclear e reatores nucleares que a Coreia do Sul conseguiu obter, o país não pode capitalizar instalações de enriquecimento nuclear e refinarias no mercado, impedindo-o de expandir ainda mais o seu nicho de exportação. A Coreia do Sul tem procurado tecnologias exclusivas, como o reprocessamento nuclear, para contornar esses obstáculos e buscar uma competição mais vantajosa. Os Estados Unidos tem recentemente desconfiado de um crescente programa nuclear na Coreia do Sul, pois o país insiste em afirmar que a tecnologia é apenas para uso civil.
Em 2021, a Coreia do Sul tinha, em energia elétrica renovável instalada, 6 541 MW em energia hidroelétrica (30º maior do mundo), 1 708 MW em energia eólica (33º maior do mundo), 18 161 MW em energia solar (8º maior do mundo), e 1 940 MW em biomassa.

### Saúde pública e segurança

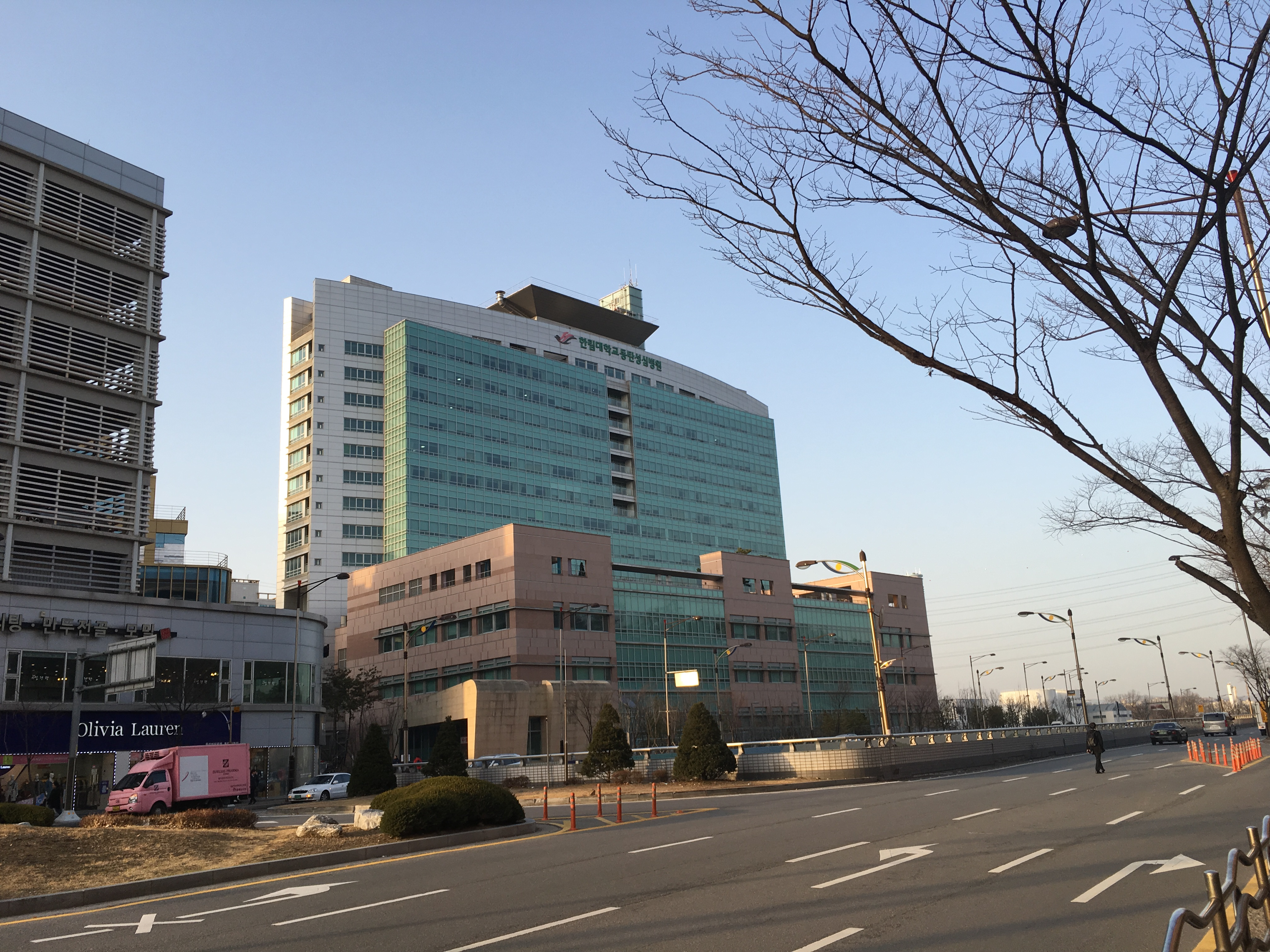
Hospital universitário na província de Gyeonggi

Embora a expectativa de vida na Coreia do Sul tenha aumentado significativamente desde 1950, o país ainda enfrenta questões importantes de saúde. Um dos problemas é o impacto da poluição ambiental em uma população cada vez mais urbanizada. De acordo com o Ministério da Saúde e da Previdência, doenças crônicas são responsáveis por grande parte das doenças na Coreia do Sul, condição agravada pelo foco do sistema de saúde sobre o tratamento ao invés de prevenção. A taxa de homicídio no país foi de 26 por 100 000 habitantes em 2008, a mais alta entre os países desenvolvidos.
A incidência de doenças crônicas na nação gira em torno de 24%. Estima-se que aproximadamente 33% da população adulta fuma. A taxa de prevalência do vírus da imunodeficiência humana (HIV) no final de 2003 foi inferior a 0,1%. Em 2001, os gastos do governo central sobre os cuidados de saúde respondiam por cerca de 6% do produto interno bruto (PIB).

### Comunicação

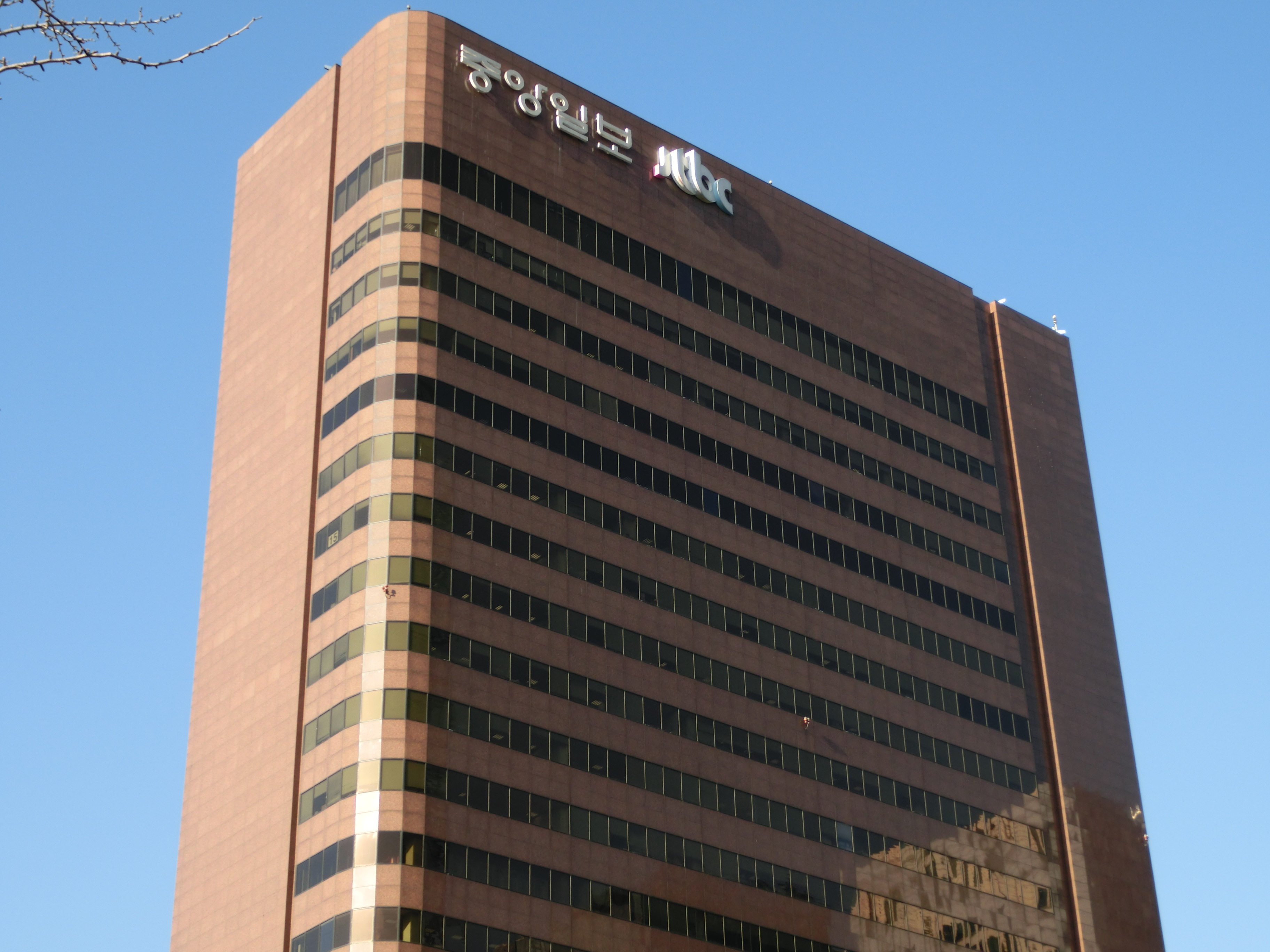
Sede do jornal JoongAng Ilbo

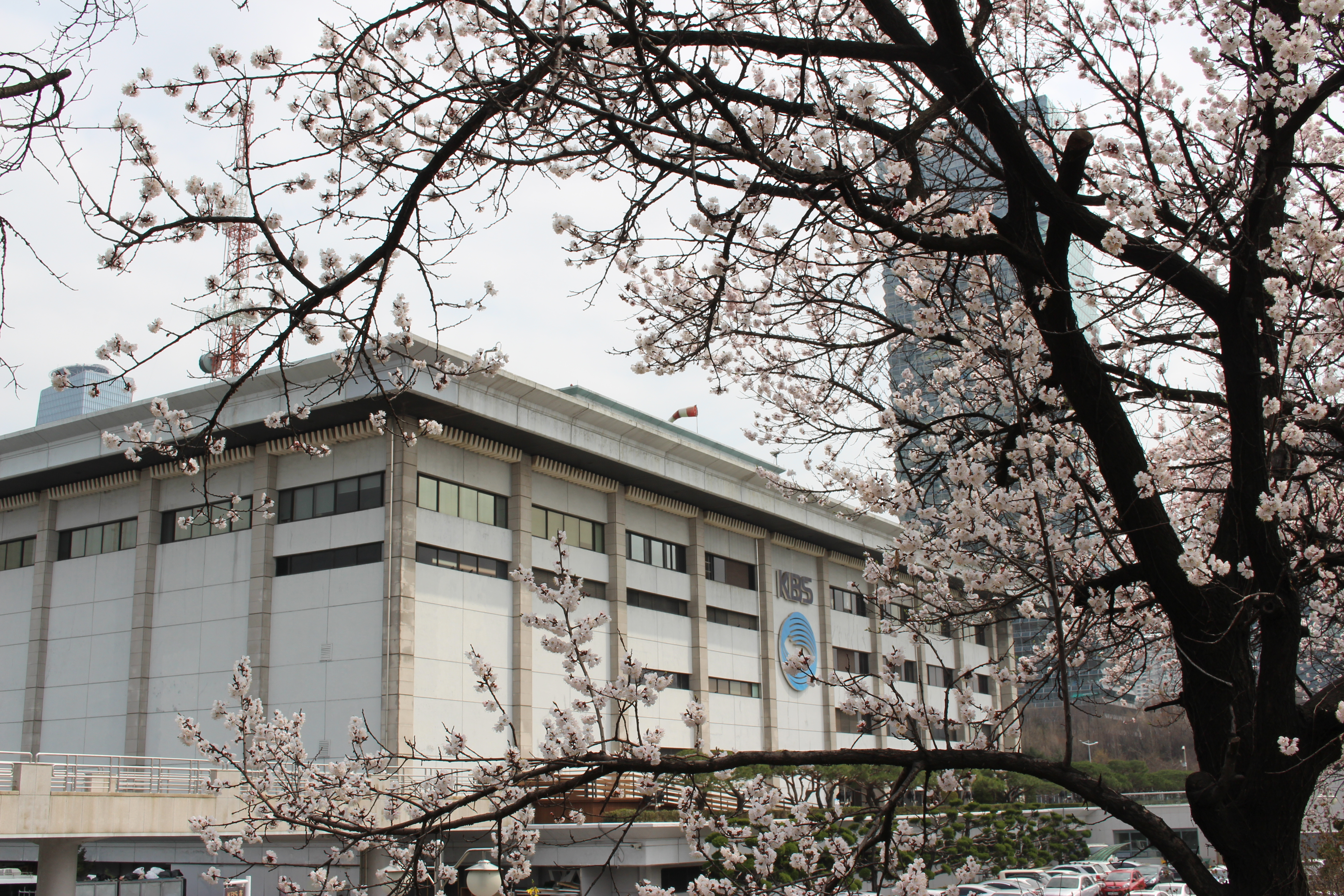
Sede da KBS

Os meios de comunicação mais importantes no país são os jornais, o rádio e a Internet. O jornalismo na Coreia começou com a abertura ao comércio estrangeiro no século XIX, e desde então surgiram uma grande quantidade de publicações. Os jornais mais importantes na Coreia do Sul incluem o The Chosun Ilbo, o JoongAng Ilbo e o Dong-A Ilbo. Todos estes jornais são escritos em coreano, ainda que existam publicações em língua inglesa para os turistas e residentes estrangeiros. Entre estes, destacam-se o The Korea Herald, o The Korea Times e o JoongAng Ilbo.
Assim como nos jornais, a generalidade das rádios emite em coreano, embora existam estações cuja totalidade da programação é em inglês. A maioria dos programas de rádio transmitem música coreana e músicas estrangeiras mescladas, o mesmo acontecendo no telejornalismo, radionovelas e programas esportivos.
Os programas de televisão também são transmitidos na língua local, inclusive os filmes estrangeiros, os quais são dublados em coreano nos canais de televisão aberta. As principais cadeias estatais são a Korean Broadcasting System (KBS), Munhwa Broadcasting Corporation (MBC), Educational Broadcasting System (EBS) e a Seoul Broadcasting System (SBS). Também existem canais com transmissão exclusivamente em inglês, como o Arirang TV.
A Internet converteu-se em uma parte principal da vida cotidiana dos sul-coreanos, pois nove em cada dez residências têm serviços de Internet. É um dos países com maior número de usuários de Internet, e suas conexões se encontram entre as de mais alta velocidade a nível mundial. Também é o líder na tecnologia DMB e tem o maior número de empresas provedoras de Internet a nível internacional.

## Cultura

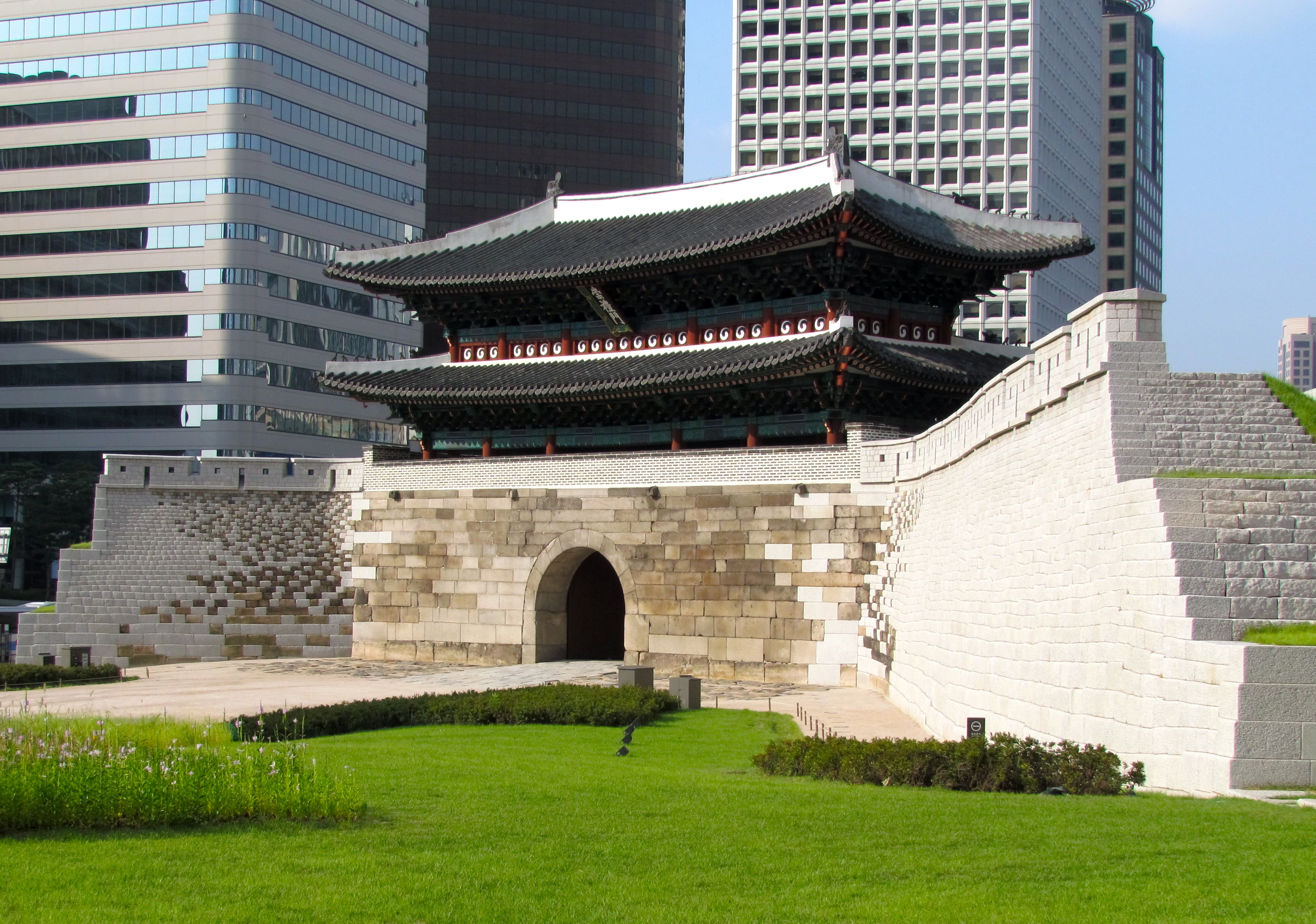
Namdaemun

A Coreia do Sul compartilha sua cultura tradicional com a vizinha Coreia do Norte. Entretanto, as duas Coreias desenvolveram formas distintas e contemporâneas em suas culturas, especialmente quando a península foi dividida em 1945, após o término da Segunda Guerra Mundial. Ainda que a cultura da Coreia tenha sido tradicionalmente influenciada pela vizinha China, historicamente o país tem conseguido desenvolver uma identidade cultural única e distinta dos outros países. O Ministério da Cultura e do Turismo promove ativamente as atividades tradicionais e as formas de cultura modernas através de programas de financiamento e de educação.
A industrialização e a urbanização têm trazido muitas mudanças nos costumes do povo coreano. As mudanças econômicas e o estilo de vida têm levado a população a se concentrar nas grandes cidades, especialmente na capital. Atualmente existem nove sítios classificados como Patrimônio Mundial pela UNESCO em território sul-coreano.
Além das expressões clássicas populares, a recente cultura sul-coreana, que abrange novas formas, como a telenovela, o cinema e a música popular, tem vindo a ser assimilada de forma significativa em diversos lugares do mundo. Este fenômeno, chamado a princípio de Hallyu, tem se expandido para outros países asiáticos, como Japão, Vietnam e China.

### Arte

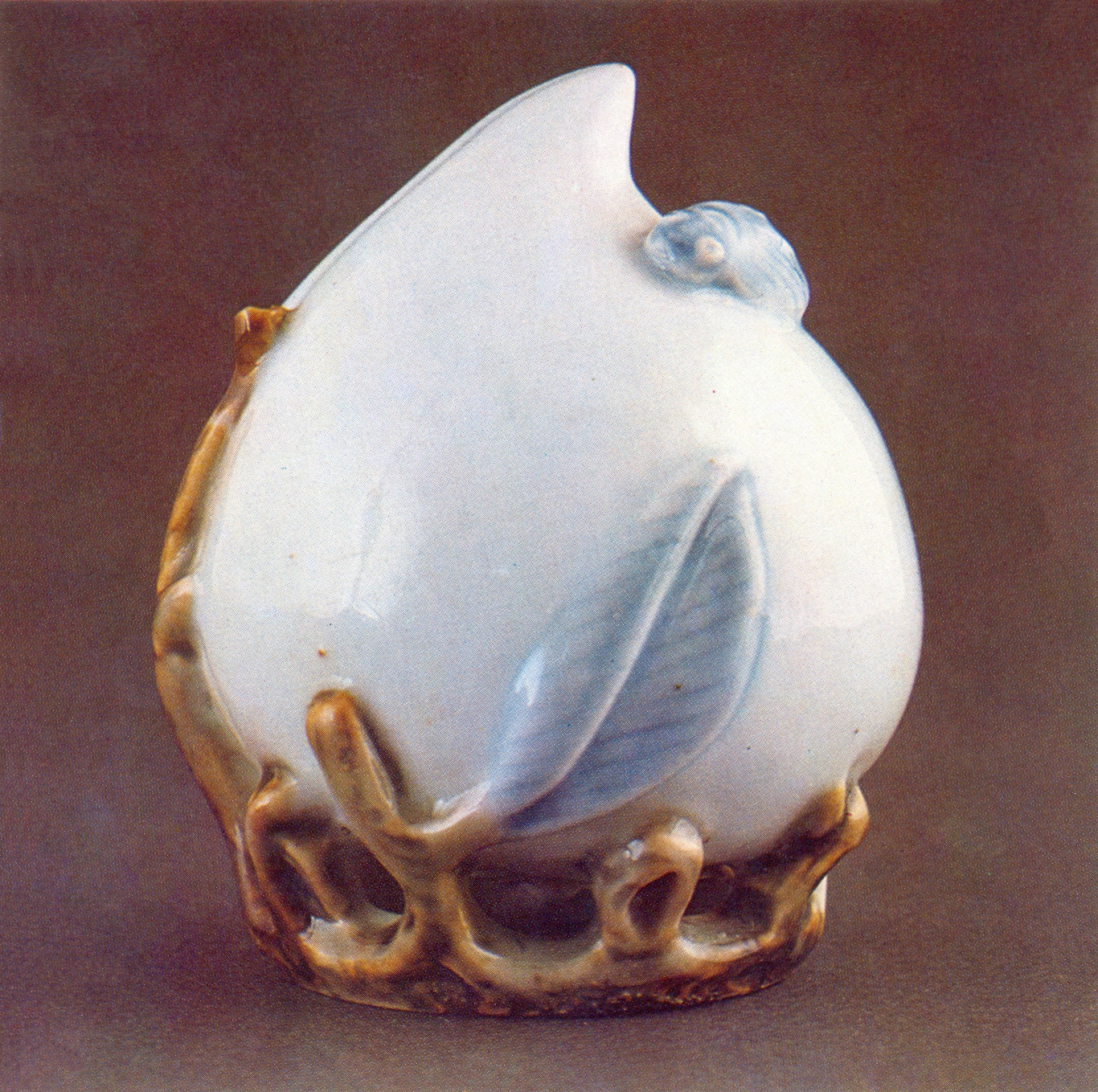
Conta-gotas em forma de pêssego de porcelana azul e branca da dinastia Joseon, no século XVIII

A arte coreana é fortemente influenciada pelo budismo e confucionismo. Entre as artes plásticas mais desenvolvidas encontram-se a pintura, a caligrafia e a cerâmica. A pintura coreana é muito antiga — o Mural de Goguryeo, ainda preservado, data da época dos três reinos, ainda que esta arte tenha alcançado o seu máximo apogeu durante a Dinastia de Goryeo. A maioria destas obras são de temática religiosa, e o paisagismo se desenvolveu durante o esplendor no período da dinastia Joseon. A caligrafia se desenvolveu ao mesmo tempo que a pintura e outras artes cênicas, pois antes da invenção do alfabeto coreano (o hangul), utilizava-se a escrita chinesa.
A cerâmica e a escultura foram duas das artes plásticas mais antigas praticadas em território coreano, já que há exemplos delas desde o Neolítico (6 000–1 000 a.C.). Quando o budismo se tornou uma das principais religiões da Coreia, multiplicou-se a produção de estátuas de Buda em todos os ateliers artesanais do país. Posteriormente, a cerâmica criada na época da dinastia Goryeo era cor de jade e, desde o século XIV, a forma mais comum de decorar as vasilha era através de gravuras em tons azulados com um fundo branco.
O campo das artes cênicas, a dança e o teatro se desenvolveram em conjunto. O talchum e o buchaechum são as formas de artes cênicas nacionais mais conhecidas no exterior. O início da dança contemporânea no país data da ocupação japonesa e desde então tipos distintos de baile, como o ballet, o jazz e o breakdance têm adquirido maior importância em território sul-coreano. No teatro, as representações com bailes e coreografias sem a inclusão de diálogos vêm sendo popularizadas, dando lugar a obras com êxito, como o Jump e o Nanta.

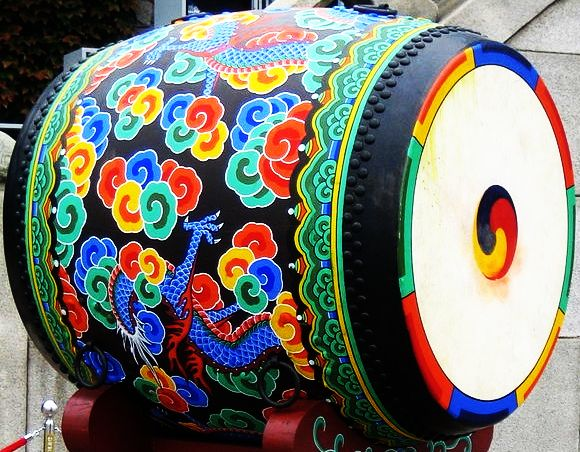
Tambor ornamentado com o estilo dancheong

A roupa tradicional do país é conhecida como hanbok. Este traje tem muitas variantes, como o dopo, o durumagi e o jeogori; existem trajes especiais para homens e mulheres e para ocasiões formais e informais. A tradição do hanbok foi transmitida durante centenas de anos de geração a geração, sem sofrer mudanças drásticas na fabricação e nos usos das peças. Desde a introdução das vestes ocidentais no século XX, o uso do hanbok diminuiu consideravelmente e atualmente a maioria das pessoas só o usa em cerimônias como o casamentos, aniversários e festas nacionais.
Em 1993 o governo fundou a "Escola Integral de Arte da Coreia", a qual tem como objetivo promover a educação artística de alto nível. A escola ministra cursos de atuação, pintura, dança, teatro, cinema e escultura. Existem também outros organismos privados, como o "Centro de Arte de Seul" e o "Centro de Arte LG", que difundem a arte e a cultura nacionais e estrangeiras, nomeadamente levando ao país produções estrangeiras de grande prestígio.

### Arquitetura

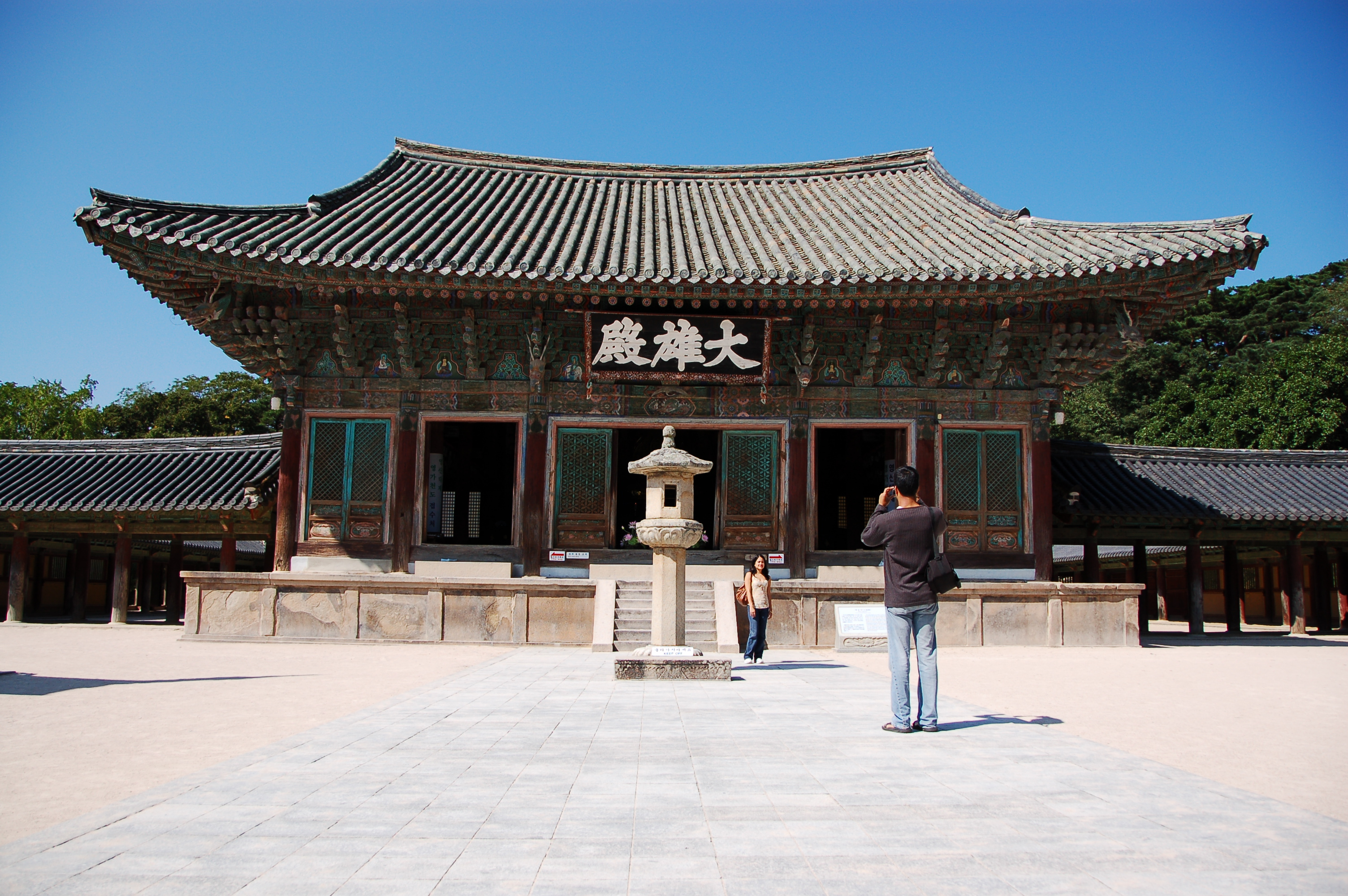
Templo de Bulguksa, um Patrimônio Mundial da UNESCO

A arquitetura pré-moderna da Coreia pode ser dividida em dois estilos principais: aquela que é utilizada nas estruturas de palácios e templos e a utilizada nas casas comuns das pessoas (a qual apresenta variações locais). Os antigos arquitetos adotaram um sistema de suporte que se caracteriza por telhados de palha e pisos simples denominados ondol. As classes altas construíam casas altas com telhados feitos de telhas normais. Todavia há muitos sítios, como as aldeias folclóricas de Hahoe, Yangdong e Coreia, onde se conserva a arquitetura tradicional do país.
A arquitetura tradicional coreana utiliza a técnica tradicional do Dancheong, caracterizada pela seleção de cores que era usada para cobrir as construções dos antigos reinos coreanos, nomeadamente as pinturas murais das antigas tumbas reais: o vermelho, azul, amarelo, branco e preto. Estas cores foram utilizadas por suas propriedades especiais ante os fenômenos naturais, como o vento, sol, chuva e calor.

### Literatura

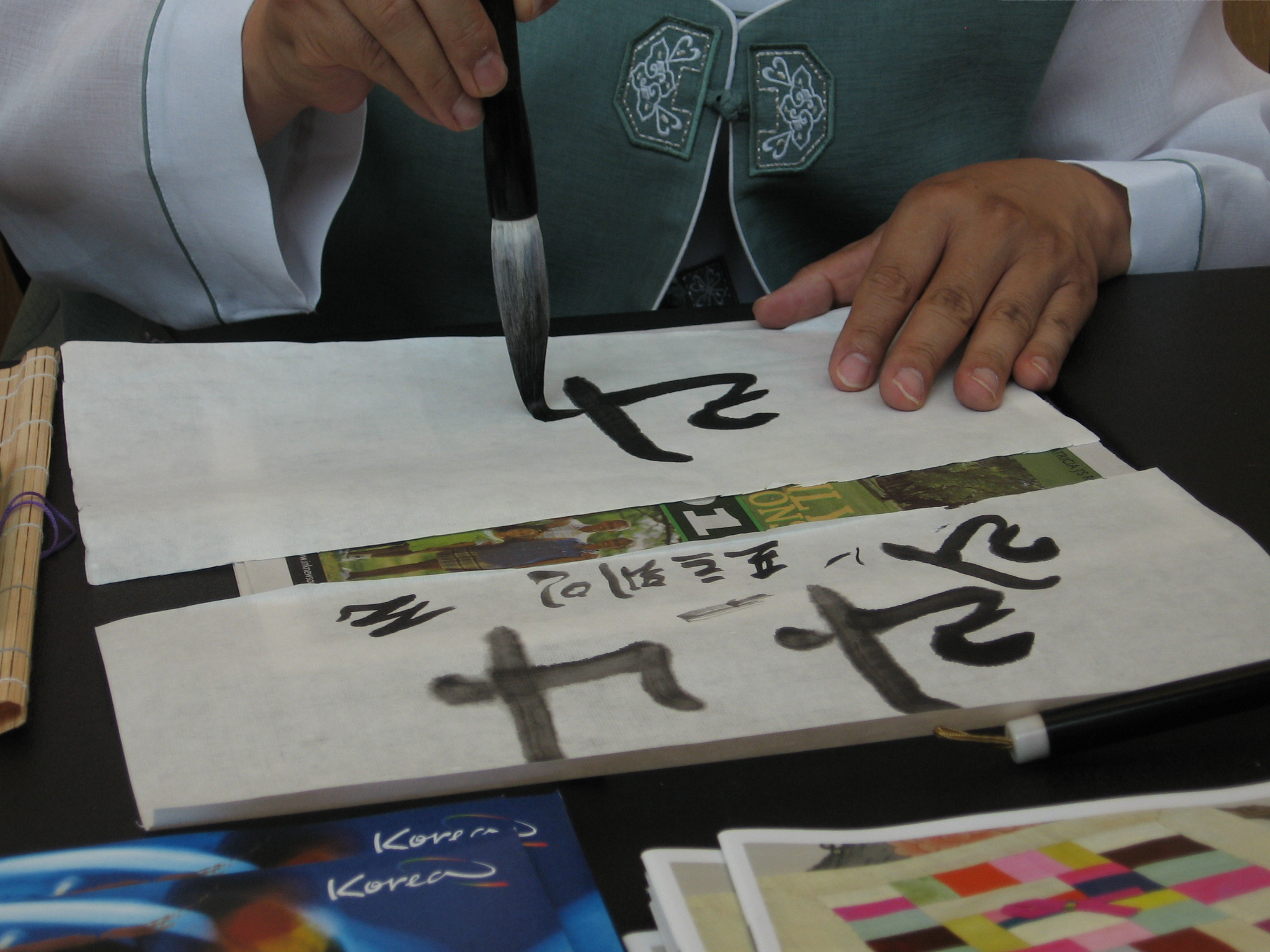
Caligrafia coreana

A literatura coreana também é dividida em clássica e moderna. A primeira abrange todas as obras escritas antes e durante o reinado da dinastia Joseon. A maioria delas foram escritas usando o alfabeto chinês, pelo que vários autores consideram que a verdadeira literatura coreana é contemporânea do surgimento ao alfabeto hangul. Estas obras narram histórias épicas, lendas e tradições dos antigos coreanos, além de servirem como registros históricos, com crônicas dos reis de dinastias anteriores. Ki Man-jung, Heo Gyung, Park Ji-won e Yi Eok são alguns dos autores mais destacados da época, enquanto que Gu-unmong, Hong Gil-dong Jeon e Hojil são algumas das obras escritas por eles.
A literatura moderna da Coreia do Sul se refere a todas as obras escritas e publicadas depois do século XX. O romance coreano só ganhou importância neste período e e frequentemente eram tratados temas históricos para a sociedade coreana, como a ocupação japonesa, a Segunda Guerra Mundial e a Guerra da Coreia. Assim como no cinema e em outros meios de comunicação, a literatura foi censurada pelos regimes ditatoriais que governaram o país entre as décadas de 1970 e 1980. Entre os escritores sul-coreanos mais destacados encontram-se Yi Munyol, Yong-Tae Min, Lee Cheong-jun e Park Gyeong-ri. Esta última foi autora de uma série de livros chamada Toji, que é considerada como uma das obras mais importantes da literatura coreana e foi incluída na coleção de obras representativas da UNESCO.

### Música

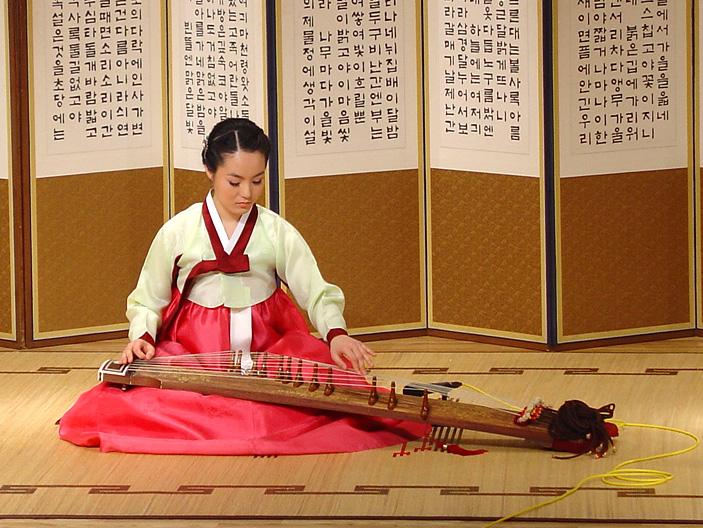
Musicista tocando um gayageum

A partir da divisão da península, a música, tal como a literatura, passou a ser dividida em dois tipos: a música tradicional e/ou folclórica e a música moderna. A dança tradicional coreana, chamada Hanguk Eumak, se desenvolveu de diferentes formas ao longo dos séculos e cumpria um importante papel nas cerimônias e eventos. As primeiras formas de música e dança coreanas são datadas da época dos três reinos, nas quais se chegaram a utilizar mais de trinta instrumentos musicais diferentes. A música coreana se dividia em vários gêneros, segundo a sua utilidade: o muak era utilizado em rituais, o talchum nas danças com máscaras, o nongak era utilizado pelos agricultores e o minyo pelo povo em geral.
A música coreana moderna, denominada K-pop, caracteriza-se pelo uso de canções do gênero pop misturada com elementos da música folclórica da Coreia do Sul. Outros gêneros com grande audiência no país são o R&B, o hip hop e a música eletrônica. Vários intérpretes e grupos musicais naturais do próprio país, dando destaque aos artistas das gravadoras SM Entertainment, JYP Entertainment, YG Entertainment e a Big Hit Entertainment têm procurado atravessar as fronteiras e serem aceitados pelo público de outros países asiáticos, como a China, Japão, Taiwan e Hong Kong e também países ocidentais como Brasil, Estados Unidos, França, Inglaterra e México.

### Cinema

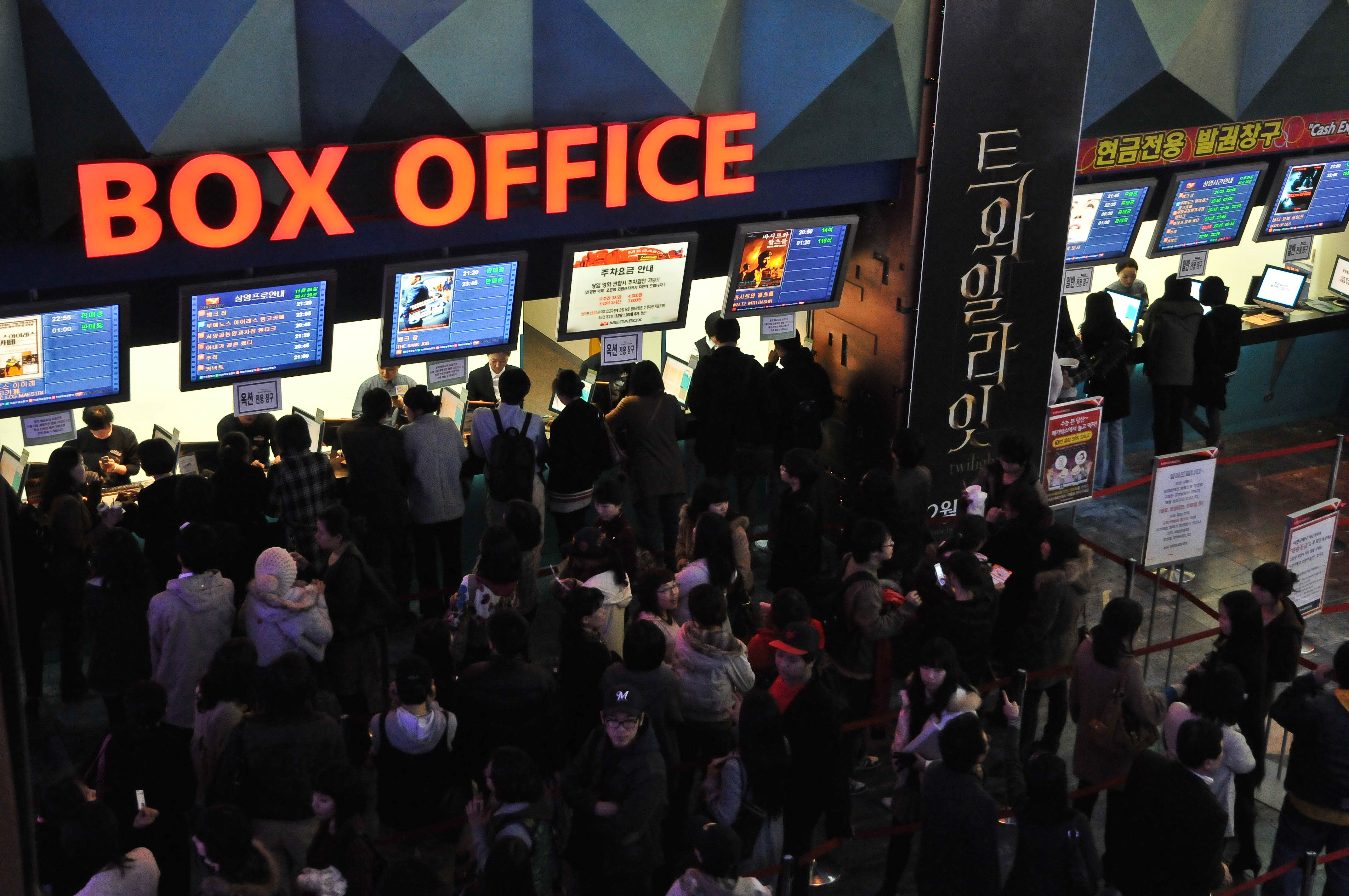
Cinema em Seul

O cinema coreano tem obtido vários êxitos a nível internacional, ainda que não goze de tanta popularidade como, por exemplo, o da Índia e o do Japão. O primeiro filme totalmente produzido no país foi "A vingança honrada", dirigido por Kim Do-san em 1919. Depois deste foram gravados vários outros filmes que tiveram algum êxito no país, embora o desenvolvimento da indústria cinematográfica tenha ocorrido somente após a Guerra da Coreia (1950–1953).
Desde então, e até 1972, o cinema coreano viveu sua chamada "era de ouro", onde os filmes expressavam de forma livre as opiniões política e sociais do povo. Durante a década de 1980 a repressão à liberdade de expressão realizada durante o governo de Park Chung-hee provocou a diminuição da produção dos filmes no país, e a indústria cinematográfica perdeu importância. Nos últimos anos, vários filmes, diretores e atores da Coreia do Sul conseguiram obter o reconhecimento internacional obtendo prêmios em festivais, como o de Cannes.

### Gastronomia

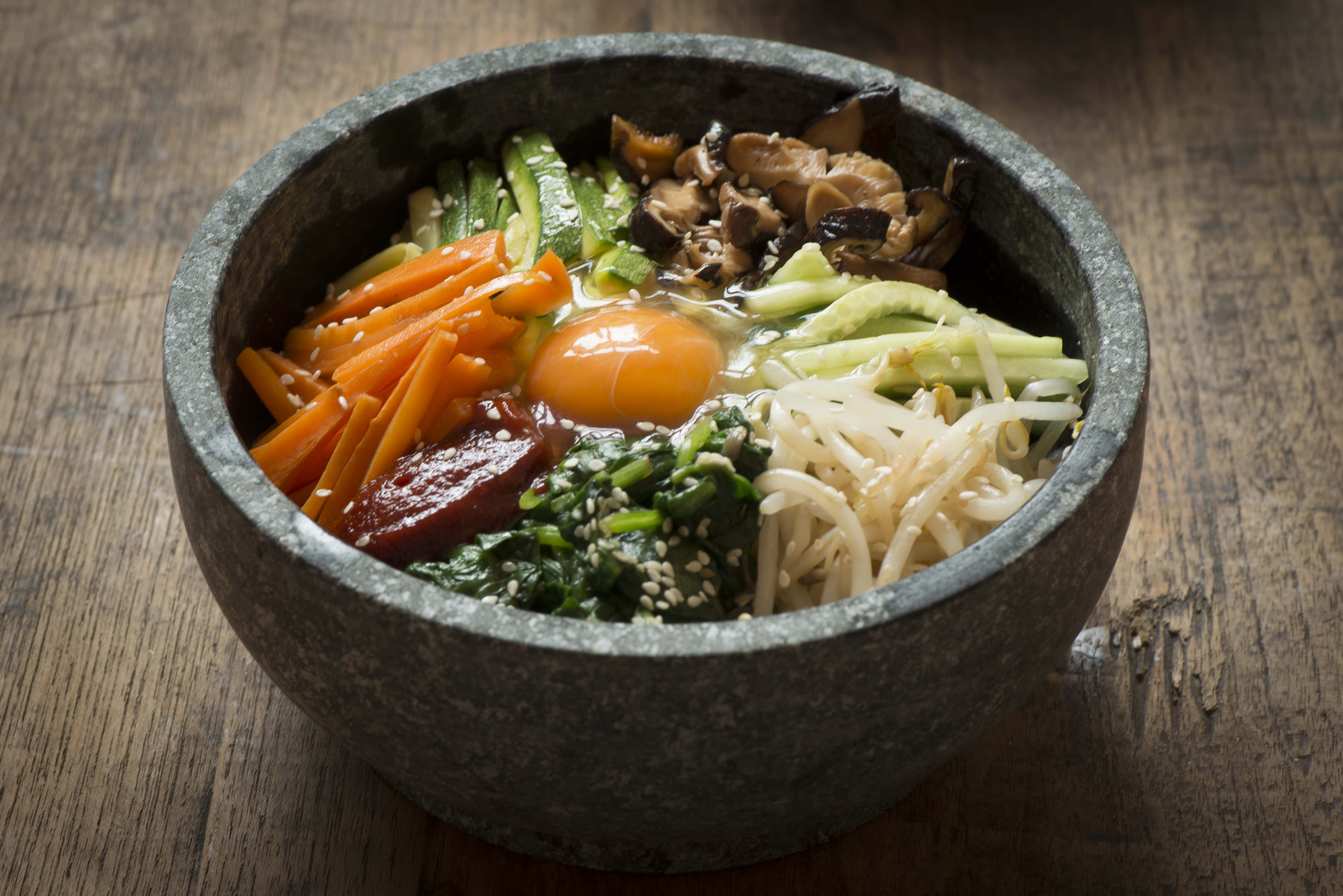
Bibimbap, um prato popular da cozinha coreana

A cozinha coreana, hanguk yori (한국요리, 韓國料理), ou hansik (한식, 韓食), tem evoluído através de séculos de mudanças sociais e políticas. Os ingredientes e pratos variam conforme a cultura de cada província. Existem muitos pratos regionais significativos que têm proliferado com diferentes variações em todo país. A cozinha da corte real coreana chegou a reunir todas as especialidades regionais únicas para a família real. Por muito tempo, o consumo de alimentos foi regulado por uma série de modos e costumes, tanto para os membros da família real, quanto para os camponeses coreanos.
A cozinha coreana se baseia em grande parte em arroz, talharins, tofus, verduras, peixes e carnes. A comida tradicional coreana se caracteriza pelo número de acompanhamentos, banchan (반찬), que são servidos junto com o arroz de grão curto fervido. Cada prato é acompanhado por numerosos banchan. Entre os pratos tradicionais mais consumidos estão o bulgogi, o bibimbap e o galbi.
O chá é uma parte importante da gastronomia nacional, e a cerimônia do chá é uma das tradições mais arreigadas da população. Os chás do país são preparados com cereais, ervas medicinais, sementes e frutos. As bebidas alcoólicas são feitas a partir dos cereais desde antes do século IV. Entre os principais licores sul-coreanos, encontram-se o takju (não refinado), o cheongju (medicinal) e o soju (licor destilado). O takju é a base para a fabricação de outras bebidas regionais, aumentando ou diminuindo o tempo de fermentação.

### Esportes

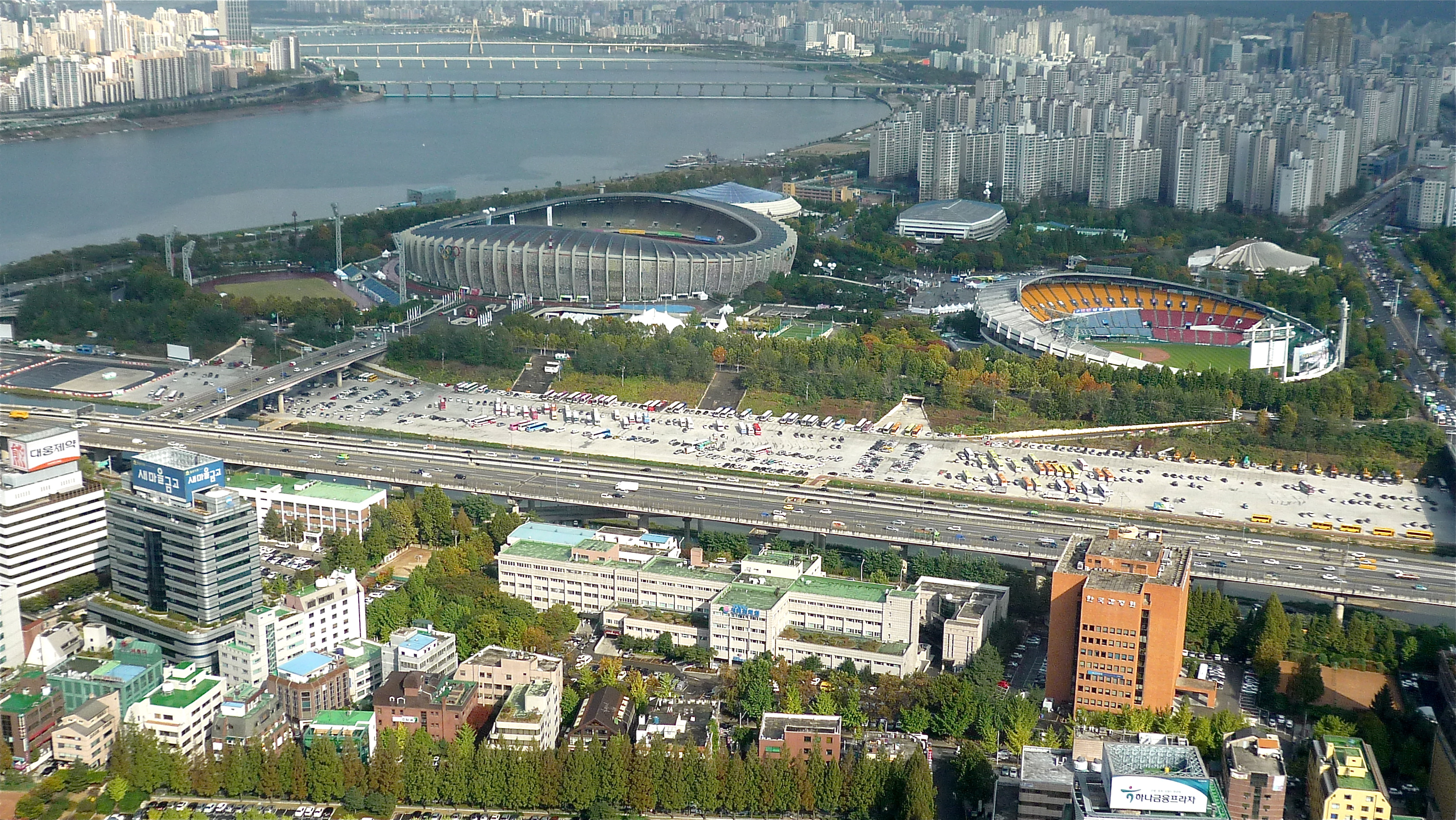
Complexo Esportivo de Seul, o maior centro esportivo integrado do país, construído para os Jogos Asiáticos de 1986 e os Jogos Olímpicos de Verão de 1988

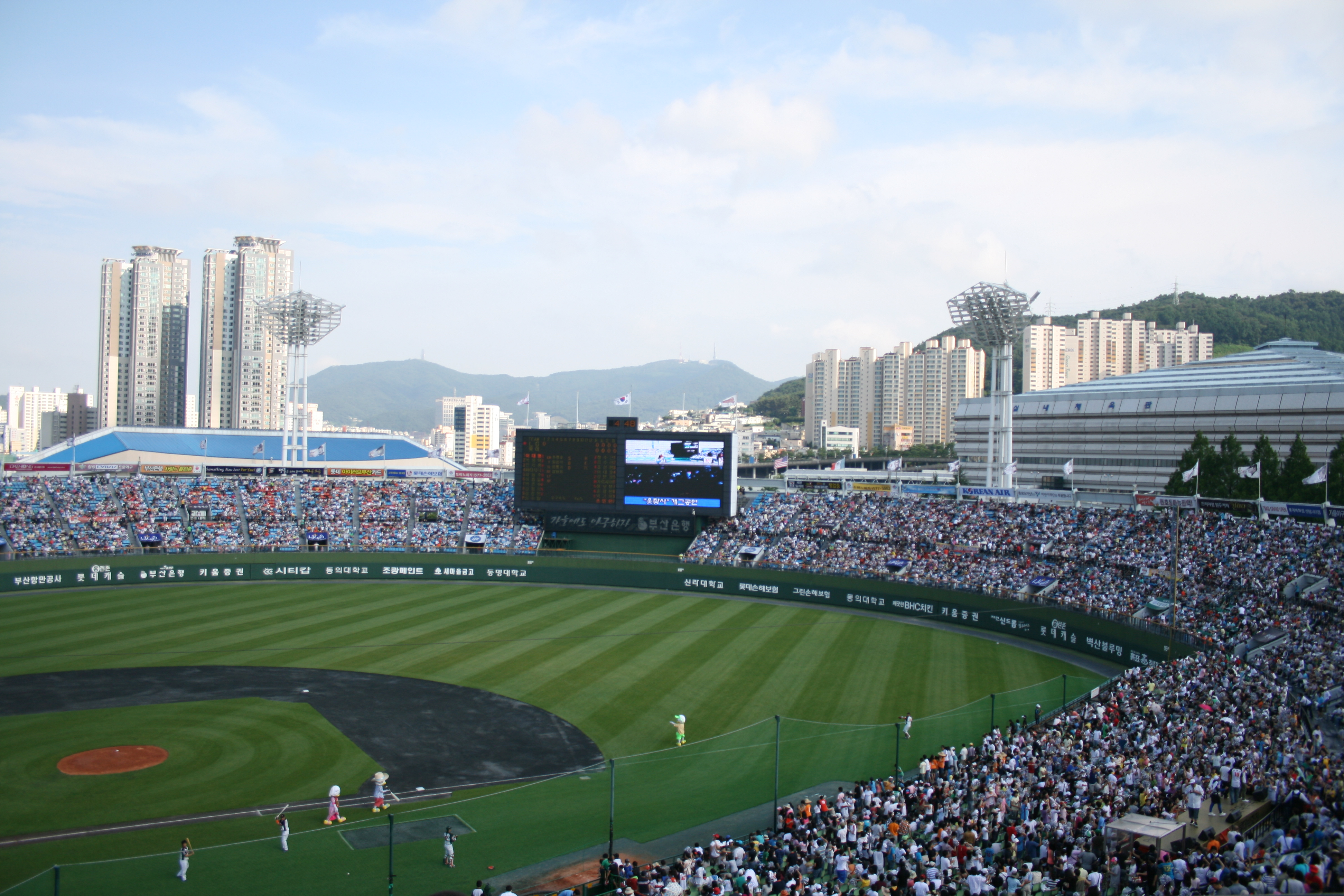
Busan Sajik Baseball Stadium em Busan. O beisebol é um dos esportes mais populares da Coreia do Sul.

A arte marcial do taekwondo é originária da Coreia. Outras artes marciais sul-coreanas incluem o hapkidô, o haidong gumdo, o taekkyeon, o tangsudo e o kuk sool won.
O beisebol foi introduzido na Coreia em 1905 e desde então converteu-se num dos esportes mais populares do país. Estabelecida em 1982, a Organização Coreana de Beisebol foi a primeira liga profissional esportiva no país. A equipe sul-coreana finalizou o Clássico Mundial de Beisebol de 2006 em terceiro lugar, em segundo na edição de 2009 e em 2008 ganhou a medalha de ouro nos Jogos Olímpicos de Pequim.
Os Jogos Olímpicos de Verão de 1988 decorreram em Seul, tendo a Coreia do Sul alcançado o quarto maior número de medalhas, sendo 12 de ouro, 10 de prata e 11 de bronze. O país obtém regularmente bons resultados no tiro com arco, tênis de mesa, badminton, patinagem de velocidade de pista curta, handebol, hóquei no gelo, beisebol, judo, patinagem no gelo, taekwondo e halterofilismo. A Coreia do Sul também tem obtido mais medalhas nos Jogos Olímpicos de Inverno em comparação com os outros países asiáticos. Nos Jogos Olímpicos de Inverno de 2010, em Vancouver, o país ganhou quatorze medalhas (seis de ouro, seis de prata e duas de bronze), o que elevou para 45 o número total de medalhas ganhas (vinte e três de ouro, quatorze de prata e oito de bronze).
A Coreia acolheu por três vezes os Jogos Asiáticos: 1986, em Seul; 2002, em Busan e 2014, em Incheon. Juntamente com o Japão, sediou a Copa do Mundo de 2002, e sua seleção se sagrou a primeira equipe da Confederação Asiática de Futebol a chegar às semifinais. Entre outros grandes eventos desportivos internacionais que decorreram na Coreia do Sul cabe destacar os Jogos Asiáticos de Inverno de 1999, em Gangwon, a Universíada de Inverno de 1997, em Muju e Jeonju e a Universíada de Verão de 2003, em Daegu. Em 2010 realizou-se o primeiro Grande Prêmio da Coreia do Sul em Fórmula 1, no Circuito Internacional da Coreia, em Yeongam. Em 2011 foi realizado na Coreia do Sul o campeonato mundial de atletismo em Daegu. No mesmo ano, PyeongChang foi escolhido como sede dos Jogos Olímpicos de Inverno de 2018.

### Feriados
| Data                         | Nome                                   | Nome coreano          |
| ---------------------------- | -------------------------------------- | --------------------- |
| 1 de janeiro                 | Ano-Novo                               | 신정                  |
| 1º dia do primeiro mês solar | Seollal: Ano Novo Coreano              | 설날                  |
| 1 de março                   | Dia do movimento da independência      | 3ㆍ1절                |
| 1 de maio                    | Dia do Trabalho                        | 노동절                |
| 5 de maio                    | Dia das Crianças                       | 어린이날              |
| 8 de maio                    | Dia da Família                         |                       |
| 8º dia do quarto mês lunar   | Aniversário de Buda                    | 부처님 오신 날        |
| 6 de junho                   | Memorial Day                           | 현충일                |
| 17 de julho                  | Dia da Constituição                    | 제헌절                |
| 15 de agosto                 | Dia da Liberação da Coreia             | 광복절                |
| 29-1º de outubro             | Chuseok                                | 추석                  |
| 3 de outubro                 | Gaecheonjeol: Dia Nacional da Fundação | 개천절                |
| 9 de outubro                 | Dia do Hangul                          | 한글날                |
| 25 de dezembro               | Natal                                  | 크리스마스/기독탄신일 |